# 法律 (対話篇)
『法律』（希: Νόμοι、ノモイ、羅: Leges、英: Laws）は、プラトンの後期末（最後）の対話篇。副題は「立法について」。

## 構成

### 登場人物
- アテナイからの客人 - プラトン本人か[4]。老人。話者の中では最年少。
- クレイニアス - クレテ島クノソスの市民。老人。
- メギロス - ラケダイモン（スパルタ）の人。老人。話者の中では最年長。

### 年代・場面設定
年代不詳の真夏の早朝、クレテ島のクノソスにて。
アテナイからの客人は、クレイニアス、メギロスに、彼らの国の法の制定者は誰になっているのか尋ねる。クレイニアスは神ゼウス（メギロス（ラケダイモン）においてはアポロン）であり、（ホメロスの『オデュッセイア』に言われているのと同じように）「ミノス王が9年ごとに父ゼウスの元を訪れて言葉を戴き、法を制定した」ことになっているという。また、ミノスの弟ラダマンテュスも、様々な訴訟をこの上なく正しく裁いたことになっているという。
彼ら3人は、クノソスからイデ山を登り、「ゼウスの洞窟」まで行く予定となっていたが、上記の話を聞いてアテナイからの客人は喜び、道中その国制・法律について話をしていくことに決めた。
こうして登山がてらの対話が開始されるが、議論が盛り上がり、3人はそのまま時間を忘れて休息所で話し込んでしまうこととなる。
そして、それはやがて、(クレイニアスが委託されている「クレテの植民計画」の参考となる)「マグネシア」（マグネシアの国、マグネシア人の国・国家）という架空の現実的 (次善的) 国家の建設、その国制・法律のありようを、言論上で構築していく話になっていく。様々な観点から、「マグネシア」の国制・法律を語り尽くした上で、最後にその国制・法律を保全する機構としての「夜の会議」が提示され、話は終わる。

### 補足
上記の通り、ソクラテスも登場せず、舞台もアテナイではなく、また全12巻から成る長編であるといったように、かなり異色な作品となっている。

### 大枠
- 第1巻〜第3巻 - 導入 (「マグネシアの国」の話題登場まで)
  - 第1巻 - 立法、勇気、飲酒
  - 第2巻 - 芸術、飲酒
  - 第3巻 - 国制
- 第4巻〜第12巻 - 言論上での国制/法律の構築
  - 第4巻〜第5巻 - 予備的議論 (立地条件、立法の心得など)
  - 第6巻〜第12巻 (前半) - 法律の制定
    - 第6巻 - 官職制定と役人選任、その職務内容、結婚と家庭
    - 第7巻 - 教育
    - 第8巻 - 軍事 (訓練)、農業、住居、市場など
    - 第9巻 - 刑罰 (刑法)
    - 第10巻 - 神学 (涜神罪)
    - 第11巻 - 民事 (物権法/商法/家族法など)
    - 第12巻 (前半) - 外交、軍事 (服務)、雑則、裁判 (三審制手続き)、葬儀など

  - 第12巻 (後半) - 「夜の会議」について

### 巻別
全12巻の主な構成は、以下の通り。
- 第1巻 - 立法、勇気、飲酒
  - 第1章 - スパルタとクレテの法律起源
  - 第2章 - スパルタとクレテの立法目的、「戦いの勝利」
  - 第3章 - 「勝利」の多義性、「自分への勝利」
  - 第4章 - 真の立法者の立法目的、「平和」
  - 第5章 - 「勇気」は最高の徳ではない
  - 第6章 - 徳の全体、「善」の序列
  - 第7章 - 「勇気」の定義、苦痛・快楽に対する「勇気」
  - 第8章 - 法律と快楽・苦痛
  - 第9章 - 飲酒の習慣、風習批判
  - 第10章 - 素面(しらふ)の支配者の必要性
  - 第11章 - 酒宴の教育的効果
  - 第12章 - 教育の目的としての徳
  - 第13章 - 神の操り人形としての人間、「思考能力」と「情念」
  - 第14章 - 2種類の「恐怖」、慎みとしての「恐怖」
  - 第15章 - 誘惑への抵抗力としての酒
  - 第16章 - 立法における酒宴の教育的効果
- 第2巻 - 芸術、飲酒
  - 第1章 - 快苦のしつけ、ムーサの教育的役割
  - 第2章 - 「快楽」と芸術評価
  - 第3章 - エジプトの芸術検閲
  - 第4章 - 芸術判定の寓話
  - 第5章 - 「徳」と芸術評価
  - 第6章 - 正義と幸福の一致
  - 第7章 - 正しい生活と快楽・幸福
  - 第8章 - 若者の魂の説得、合唱隊（コロス）の3種類
  - 第9章 - ディオニュソス合唱隊、老人への酒の効用
  - 第10章 - 「真実」と芸術評価
  - 第11章 - 音楽教育の重要性
  - 第12章 - 酒宴の教育的効果
  - 第13章 - ディオニュソスの贈物（酒）の効用、合唱と音楽・体育
  - 第14章 - 飲酒の習慣の扱い
- 第3巻 - 国制
  - 第1章 - 国制の起源、神話の大洪水以後の生活
  - 第2章 - 大洪水直後の人間達の善良さ
  - 第3章 - 家父長制（デュナステイア）、国制の原型、立法の起源
  - 第4章 - 貴族制(王制)の成立、イリオン(トロイア)の建設と崩壊
  - 第5章 - ドーリア人諸国家の建国
  - 第6章 - ドーリア人諸国家の崩壊
  - 第7章 - ドーリア人諸国家の崩壊の原因、「祈り」のあり方と「知性」
  - 第8章 - 立法目的と「無知」
  - 第9章 - 支配者の最大の無知・知恵、快苦・理知の不調和
  - 第10章 - 支配者の7つの資格、スパルタ成功の要因
  - 第11章 - 「適度」の重要性、双生児の王家、長老会、監督官の三権力による節度ある支配
  - 第12章 - 君主制と民主制、ペルシア君主制衰退の原因
  - 第13章 - 節制と諸徳の関係、善の序列
  - 第14章 - ペルシア戦争とアテナイの「慎み」
  - 第15章 - アテナイ民主制の崩壊、原因としての「自由」、劇場支配制（テアトロクラティア）
  - 第16章 - 禍としての「自由」と「専制」の両極、「適度」の重要性、立法者の3つの心掛けとしての「自由」「友愛」「知性」、クレテの植民計画
- 第4巻 - 自然条件、植民、立法
  - 第1章 - 国家建設と自然条件、海に隣接することの危険
  - 第2章 - 海軍国の諸欠点
  - 第3章 - 植民に関する諸問題、一種族の植民と多種族の植民
  - 第4章 - 立法成功の諸条件、有能な僭主と優れた立法者、僭主の手本と国家の性格
  - 第5章 - スパルタの国制の多面性
  - 第6章 - クロノスの時代の幸福生活、人間国家の不幸・労苦、「強者の利益」と「正義」
  - 第7章 - 「優れた国家」と「法の支配」、「法律の従僕」としての支配者
  - 第8章 - 敬神の方法、両親への態度、葬儀のあり方、人々を徳へと向かわせること
  - 第9章 - ヘシオドスの徳のすすめ、詩人から立法者への言葉、法律における一事に二説を立てることは許されない
  - 第10章 - 法律制定の2つの方法（強制、強制+説得）
  - 第11章 - 「複式の法律」と「単式の法律」、結婚に関する法律制定例
  - 第12章 - 立法における「複式」と「単式」の優劣、法律の「本文」と「序文」
- 第5巻 - 建国、立法
  - 第1章 - 「神々」に次ぐ尊敬対象としての「魂」
  - 第2章 - 「魂」に次いで尊敬対象としての「身体」「財産」、「子供」「親族」「友人」「同胞」「外国人」「嘆願者」に対する義務
  - 第3章 - 個人道徳 --- 真実であること、他人の不正を黙認しない、己の善きものを他人と共有する、徳を目指して競い合う、怒りと調和を併せ持つ
  - 第4章 - 最大の悪としての過度の自己愛、その他各種の生活の知恵
  - 第5章 - 「快楽を求め、苦痛を避ける」人間の性質
  - 第6章 - 快適な生活の条件としての、節度、思慮、勇気、健康
--
  - 第7章 - 建国に際しての役職任命と法律制定、不良分子の排除
  - 第8章 - 国家の基礎としての富の公平な分配、適正な人口と国土、5040という数字の意義
  - 第9章 - 神事に関する伝統維持、法律制定においては次善策もやむなし
  - 第10章 - 最善の国家と完全な共同体、次善の国家、土地の分配、竈（かまど）の数の固定
  - 第11章 - 分配地の売買禁止
  - 第12章 - 金銀の所有禁止、国内限定の貨幣とギリシア共通の貨幣、持参金や高利貸しの禁止、
  - 第13章 - 「財産」への関心は「魂」「身体」の後に回されるべき、4つの財産階級、貧富両極端の排除
  - 第14章 - 国土の分割方法、中央に都市を置き、残りの国土を12分割、住民も12部族に分割
  - 第15章 - 計画段階における理想の意義、実行段階における配慮
  - 第16章 - 立法者にとっての数学の重要性、土地の良し悪しと立法の関係
- 第6巻 - 国家機構・役職、立法、家庭、建造物
  - 第1章 - 立派な法律が不適当な役人によって無価値にされる可能性、最初の護法官の選出方法
  - 第2章 - 護法官の一般的な選出方法
  - 第3章 - 新しい国とクレテとの関係、最初の護法官選出の選挙管理者、護法官の任務（法の守護、財産登録の管理、不当利得に対する裁判）と任期
  - 第4章 - 軍事関係の役人（将軍、騎兵隊長、部族騎兵隊長、部族歩兵隊長）の選出方法
  - 第5章 - 政務審議会議員の選出方法、2種類の平等
  - 第6章 - 政務審議会執行部の構成と任務
  - 第7章 - 都市・市場・地方の保安官、宗教関係役人（堂守、神官、神事解釈者、財務官）の任務と選出方法
  - 第8章 - 国土の防衛、地方保安官と監視隊の構成と任務、国土の保全と整備
  - 第9章 - 地方保安官の任務、執務監査、生活規律
  - 第10章 - 都市保安官と市場保安官の任務と選出方法
  - 第11章 - 音楽・体育関係の役人
  - 第12章 - 教育監の選出方法と任務
  - 第13章 - 役人の欠員補充、孤児後見人、3種類の法廷（隣人法廷、部族民法廷、第三法廷）、私事に関する裁判と国事に関する裁判、第三法廷の構成、裁判官の訴追、裁判への市民参加
  - 第14章 - 将来の法律改正の原則、漸進的な改善
  - 第15章 - 将来の立法者に向けて、徳の涵養こそ人生の目的、5040という数字の神聖な性格、祭礼、結婚、青年男女の交際、細則の改正
  - 第16章 - 結婚相手をいかに選ぶべきか
  - 第17章 - 結婚の義務、違反者への処罰、婚資、婚約の権利、結婚式
  - 第18章 - 披露宴、新婚生活の心得
  - 第19章 - 奴隷問題、奴隷の扱い
  - 第20章 - 建造物 --- 神殿、市場、役所、裁判所、城壁、個人住宅、体育館、学校、劇場
  - 第21章 - 私生活の規則、共同食事の制度、女性に適用することの困難
  - 第22章 - 3つの基本的要求 --- 飲・食・性、性の要求の処理
  - 第23章 - 子作り、世話役の婦人、姦淫、出生・死亡登録、結婚年齢
- 第7巻 - 教育
  - 第1章 - 教育は法律よりも勧告が適当、早期発育と運動
  - 第2章 - 運動と幼児の心身、コリュバンテス(神がかり)の療法、恐怖心の克服
  - 第3章 - 3歳までの人格形成、快苦の極端の排除、妊婦の心得
  - 第4章 - 成文法の基盤として不文律、3歳から6歳までのしつけ、監督の婦人、6歳からの男女分けと武術の訓練
  - 第5章 - 手の両利きへの訓練
  - 第6章 - 体育と学芸、戦争と祭礼のための踊りとレスリング
  - 第7章 - 子供の遊びの変化の不必要性、法律・道徳の破壊につながる
  - 第8章 - 祭礼における歌と踊りの設定・固定化、違反者に対する罰則
  - 第9章 - 祭礼の詩歌に関する法律例 --- 1 縁起良い言葉、2 善いことを祈る、3 詩作の審査
  - 第10章 - 神々への讃歌と優れた故人への頌歌、歌と踊りの審査の方法・基準、男性にふさわしい歌と女性にふさわしい歌、歌と踊りを楽しむべき神の玩具としての人間
  - 第11章 - 教育施設 --- 学校、体育館、馬場、運動場、通学の義務、国家の所有物としての子供、男女平等教育
  - 第12章 - 国々（トラキア、アテナイ、スパルタ）における女の生活様式
  - 第13章 - 生活の雑事からの解放、徳の達成への精進
  - 第14章 - 通学、市民共同の責任としての子供のしつけ、読み書き、竪琴、算数、天文学
  - 第15章 - 最善の教材としての法律
  - 第16章 - 竪琴の享受
  - 第17章 - 男女の軍事訓練、レスリングの有用性
  - 第18章 - 2種類の踊り --- 真面目な踊り（戦の踊り「ピュリケー」、平和の踊り「エンメレイア」）と卑猥な踊り（バッコスの踊り等）
  - 第19章 - 喜劇と悲劇、外国人・奴隷にしてしまう喜劇、国制形成こそ真の悲劇の制作、厳重な審査の必要性
  - 第20章 - 数学的諸学科 --- 算数、幾何学、天文学、これら高度知識は選ばれた少数者にのみ求められる、数学的知識の神的必然性
  - 第21章 - エジプトの算数教育、遊びの中での知識の獲得、幾何学における無理量とそれについての無知
  - 第22章 - 天文学についての誤解、天体運動の合法則性についての理解
  - 第23章 - 教育に対する法律規制と称賛・非難による導きの必要性、教育の一手段としての狩猟
- 第8巻 - 祭礼、軍事、競技、愛、農業、住居、市場
  - 第1章 - 祭礼に関する法律制定、軍事訓練、祭礼における競技と祝勝歌の作者
  - 第2章 - 戦争に備えた危険な軍事訓練
  - 第3章 - 現在軍事訓練が疎かな理由 --- 1 金銭へのあくなき欲求、2 支配者が国民の強大化を恐れる誤った国家体制 --- 我々の国家のみが軍事訓練に適している
  - 第4章 - 体育競技の目的は実戦、その種類 --- 競走、重装備試合、軽装備試合、馬術
  - 第5章 - 音楽競技についての補足、性の問題、クレテにおける同性愛批判、愛の本質見極めの必要性
  - 第6章 - 3種類の愛 --- 1 似たもの同士の清らかな愛、2 相反する者同士の野性的愛、3 両者の混合 --- 好ましくない愛の禁止方法としての強力な世論形成
  - 第7章 - 自然に即した交わりのみ容認、現状における強い反対、徳の達成のための快楽抑制のすすめ
  - 第8章 - 動物における一夫一婦制を見習うこと、次善の方法として労働に励むことと羞恥心の育成
  - 第9章 - 農業国であること、食料の供給、農業関係法 --- 境界石の移動禁止、隣人に与える損害、土地、家畜、焚火、植林、用水など
  - 第10章 - 果実の収穫 --- 保存用と生食用のイチジクとブドウ、自分のものと他人のもの、奴隷の場合、外国人の場合、上記以外の果実
  - 第11章 - 水について、収穫物の搬入、損害補償の細則、一人一職業の原則、違反者の処罰、輸出入、武器の輸出入の国家管理
  - 第12章 - 農産物の配分 --- 月別に12等分、更に主人、奴隷、外国人に3等分、住居の割り当て --- 都市を中心に、他の国土を12等分し、それらの中心に村、その中心に神殿と市場を置く
  - 第13章 - 市場 --- 市場保安官の任務、穀物・飲料・家畜・肉類・燃料・衣類・皮革などの売買、掛け売りの禁止、売買の制限、外国人の居住権
- 第9巻 - 刑罰
  - 第1章 - 犯罪と刑罰についての立法
  - 第2章 - 神殿荒らしと罰則、死刑が科せられるべき重罪を裁く法廷の構成、その裁判の進め方
  - 第3章 - 国制転覆罪と反逆罪（売国罪）に対する規定、盗みに対する罰則
  - 第4章 - 立法についての反省、国民の教育を目的とした法律
  - 第5章 - 刑罰と犯罪の本質、刑罰における「正しさ」と「立派さ」、犯罪の不本意性、「故意犯」と「過失犯」を分ける考え方
  - 第6章 - 「損害行為」と「不正行為」の区別
  - 第7章 - 犯罪（不正）の原因5種類
  - 第8章 - 精神異常者・心神耗弱者の犯行の不処罰、殺人罪 --- 1. 故意でない殺人の諸事例とその罰則、2. 激情(怒り)にかられての殺人の2種類
  - 第9章 - 激情(怒り)にかられての殺人の諸事例とその罰則
  - 第10章 - 3. 故意の殺人の理由 --- 3種類の欲望
  - 第11章 - 故意の殺人の諸事例とその罰則
  - 第12章 - 親族殺人についての規定、自殺者の扱い、動物・物体が人命を奪った場合、犯人不明の場合、無罪になる場合の規定
  - 第13章 - 傷害について、法律が必要な理由、法廷のあり方と自由裁量
  - 第14章 - 傷害罪 --- 1. 故意の傷害の諸事例とその罰則
  - 第15章 - 2. 激情(怒り)にかられての傷害の諸事例とその罰則、3. 故意でない傷害の諸事例とその罰則
  - 第16章 - 暴行罪の諸事例と罰則
  - 第17章 - 暴行罪の諸事例と罰則 (続き)
- 第10巻 - 神学
  - 第1章 - 若者たちの神聖なものに対する暴慢な振る舞い、その原因である神々に対する3つの誤った考え
  - 第2章 - 法の「序文」で現代の知者たちの無神論的な思想を批判する必要性
  - 第3章 - 無神論の風潮に毒されている若者
  - 第4章 - 現代の知者たちの学説 --- 自然や偶然が技術（人為）に勝る
  - 第5章 - 無神論的な自然学説への反駁 --- 魂の力が全ての物体よりも先にある
  - 第6章 - 上記の証明、運動の種類、自分で自分を動かす運動が、運動の中では第1の地位につく
  - 第7章 - 魂は自分で自分を動かし、全ての運動変化の原因であり、物体よりも先にある
  - 第8章 - 諸天体は、最善の魂によって動かされていること
  - 第9章 - その仕方は明らかではないが、そのような魂を神とみなすべき、したがって神々は存在する
  - 第10章 - 神々は人間のことに無関心であると考える人たちへの警告
  - 第11章 - 神々は人間のことに配慮していることの証明
  - 第12章 - 神々の配慮は宇宙全体の善を目指している、神々の裁きと各人の魂の運命についての説話
  - 第13章 - 神々は買収され得るという考え方への反論
  - 第14章 - 神々を人間並みの支配者と考えるべきではない
  - 第15章 - 不敬罪に関する法律 --- 神々を敬わない人たちの種類と罰則
  - 第16章 - 私邸に社を建てて祭事を行ってはならない
- 第11巻 - 財産、売買、契約、民事、その他
  - 第1章 - 各人の財産の尊重、他人の埋没財産を持ち去ってはならない、拾得物についての規定
  - 第2章 - 奴隷の扱い、解放奴隷の義務、売買および返品に関する規定
  - 第3章 - いんちきな品物を売ってはならない
  - 第4章 - 小売業一般についての勧告と規則
  - 第5章 - 契約不履行、職人の契約履行義務と依頼者の支払義務、軍人に対する報酬
  - 第6章 - 遺言状のあり方についての勧告
  - 第7章 - 遺言と相続についての規定
  - 第8章 - 孤児の扱い方と後見人に関する規定
  - 第9章 - 息子を勘当する場合、父親を禁治産者にする場合の規定
  - 第10章 - 離婚と再婚、自由民と奴隷の間の子供の処置
  - 第11章 - 両親や祖父母を尊重すべき、両親を遺棄・虐待した場合の規定
  - 第12章 - 薬物や魔法による加害、窃盗や強盗による損害についての規定
  - 第13章 - 精神異常者の扱い、激情にかられての悪口雑言や喜劇において人を嘲笑することの禁止
  - 第14章 - 乞食行為の禁止、奴隷による損害賠償、証人および偽証についての規定
  - 第15章 - 不当告訴と不当弁護
- 第12巻 - 軍事、外交、法手続き、葬儀、「夜の会議」、結び
  - 第1章 - 外交使節や軍使の犯す罪、公共財産を盗む罪
  - 第2章 - 軍隊勤務における心得、兵役忌避、戦線離脱、武器放棄の罪
  - 第3章 - 監査官について --- 選出方法と職務内容、受けるべき栄誉と訴追
  - 第4章 - 宣誓についての規定、公費負担を拒否した者の扱い
  - 第5章 - 外国との交流 --- 出国承認者たちの資格と目的
  - 第6章 - 国外視察員の派遣とその任務、外国からの入国者の種類と扱い
  - 第7章 - 雑則 --- 保証、盗品の家宅捜索、所有権を主張できる期限、法廷への出廷や競技会への参加の妨害、盗品授受、追放者のかくまい、私的な戦争の開始と和平締結、賄賂、税金、神々への奉納品
  - 第8章 - 法廷の分類（三審制） --- 控訴、上告について、法律研究の重要性、判決の執行
  - 第9章 - 葬儀についての規定
  - 第10章 - 国制と法律を保全するための方策 --- 「夜の会議」の構成と国家における役割
  - 第11章 - 立法目的としての徳、徳の4分割と単一性
  - 第12章 - 「夜の会議」の会員には高度の教育が必要 --- 雑多なものから一なる形相へ目を向けること、徳についても多の中に一を見ること
  - 第13章 - 徳の他にも、神々の存在、魂の本性、万有の知性などについて確固たる認識を持つこと
  - 第14章 - 以上の高等教育を受けた者が真の意味で「法律の守護者」になり得る、そこでこの「夜の会議」に国制と法律の保全の仕事を任せるべき、結び

## 内容
まず冒頭の第1巻〜第2巻においては、導入部において、「登場人物の母国であるクレテやラケダイモン (スパルタ) では、神 (ゼウスやアポロン) や、それに教えを受けた者 (ミノスやリュクルゴス) が「立法者」となっている」という話題から、その「国制・法律」を、登山がてらの話のタネにすることが、アテナイからの客人によって提案され了承される。
続いて、客人によって、クレテやラケダイモン (スパルタ) の制度が、「勝利」「勇気」「苦痛 (恐怖) の克服」に偏っていることに対して、疑問が呈され、「平和」「徳の全体/善/知性」を優先/尊重すべきことや、「節制」「快楽の克服」も兼備することの重要性が説かれる。
更に、「共同食事」といった一見「有益」に見える制度も、「有害」な側面が孕まれているし、逆に「酒宴」のような一見「有害」に見える制度も、扱い次第では「有益」なものになるのであり、重要なのは、「立法者/制度設計者」や「法律/制度の守護者/協力者」たちが、しっかりと教育を修めて「真理/善/徳性」を踏まえ/見据えつつ、そこへと若者たちを善導していけるかどうかであることが、「歌舞団/合唱隊 (コロス)」「音楽/演劇/作家」の話題を絡めつつ、客人によって指摘される。
(※したがって、これは、『国家』第3巻の「国の守護者の教育」、第7巻の「哲人統治者の教育」、第10巻の「詩作 (ポイエーシス) の扱い」といった内容を、部分的におさらいする内容ともなっている。)
第3巻では、「国制」について述べられる。まずはその起源について、大洪水、家父長制、王制・貴族制、イリオン (トロイア)、そしてラケダイモン (スパルタ) 等ドーリア人国家といった仮想的な歴史の流れが参照され、「徳性」や「調和/適度/混合」の重要性、それらによって国内に「自由/思慮/友愛」を保全/確保することの重要性が説かれる。更に、ペルシア (専制に偏り) とアテナイ (自由に偏り) の失敗例も参照しつつ、ラケダイモン (スパルタ) やクレテのような「混合制 (混合政体)」の優越性/重要性が強調される。
そして末尾では、クレイニアスがクレテの新たな植民計画を委託されていることが明かされ、その参考にもなるし、これまで議論されてきた国家統治論・人生論の有益性の検証にもなるので、これまでの議論内容を基に、根本から言論上で国家を組み立ててみようという話になる。
第4巻では、最初に「国の立地条件」「立法者 (立法術)」「混合制 (混合政体)」「神/法への服従」の重要性を確認した上で、具体的な立法内容に移っていく。
まず「神々/両親に対する敬い」について言及した後に、「法律」というものは、「強制 (威嚇)」のための「本文 (条文)」のみを記す「単式」がいいのか、そこに「説得」のための「序文」も併記した「複式」がいいのかという議論になり、後者が選ばれる。そして、法律全体の「序文」として、先の「神々/両親に対する敬い」に続く内容が、述べられていくことになる。
第5巻では、まず法律全体の「序文」の続きとして、「魂を善くする (という形でそれを敬う) こと」「身体/財産における調和/適度/中庸」「親族/友人/同国人/外国人との関係」が述べられた後、「個人の生き方」に関して、「神と関係のある部分 (「魂」)」と「人間と関係のある部分 (「身体 (快楽/苦痛)」)」という2つの観点から、「「徳」と「法」に従う生き方」が優れたものとして論証/推奨され、法律全体の「序文」は締め括られる。
続いて、法律の「下図」に当たるものとして、新しい植民国家の「土地」と「市民」のあるべき構成が述べられる。
第6巻では、各種の「役人・役職」(護法官、将軍/騎兵隊長/部族騎兵隊長/部族歩兵隊長、政務審議会/執行部、都市保安官/市場保安官、神官/神事解釈者/神殿財務官、地方保安官 (監視隊長)/監視隊、競技担当者/教育担当者、孤児の後見人、裁判官) の選定と、「立法の目的」(魂の徳)、そして「結婚・子作り」について述べられる。
第7巻では、そうして生まれた子供の「教育」についての思想・諸規定が、述べられる。
第8巻では、そうして子供が成長した後の、祭礼、軍事訓練、体育競技、性愛、農業、住居、市場といった、社会人（市民）として担うことになる「諸々の営み」についての思想・諸規定が、述べられる。
第9巻では、国家転覆・国家反逆、窃盗、殺人、傷害・暴行などの犯罪に対する「刑罰」についての思想・諸規定が、述べられる。
第10巻では、「不敬神」に対する反駁と罰則について述べられる。
第11巻では、財産、売買、遺言、孤児、勘当、離婚、精神異常など、「民事的な事柄」の扱いについての思想・諸規定が、述べられる。
第12巻の前半では、外交、軍務、雑則、裁判手続き、葬儀など、「残余の事柄」の扱いについての思想・諸規定が、述べられる。
第12巻の後半 (末尾) では、これまで述べてきた国制・法律を保全する機構としての「夜の会議」について述べられ、締め括られる。

### 第1巻
第1章
クレテやラケダイモン (スパルタ) では、神 (ゼウスやアポロン)、あるいはその指導・教えを受けた者 (ミノスやリュクルゴス) が国法制定者 (立法者) とされている。その話を受けて、クノソスからイデ山の「ゼウスの洞窟」までの山登りの最中、「国制・法律」の話をすることを決定。
第2章
クレテの「共同食事・体育・(地形に合った) 弓矢の装備」などの法律規定は、立法者の「戦い重視」姿勢の表れであり、「全ての国は、全ての国に対して、常に「宣戦布告の無い戦い」に巻き込まれているのが、自然本来の姿 (自然状態) なのであり、平和時 (平時) においても気を抜いてはならない」「戦いに勝たなければ、財産や制度なども何の役にも立たないのであり、敗者は全てを失い、勝者は全てを手に入れることになる」という立法者の考えを反映したもの。（クレイニアス）
第3章
クレテやラケダイモン (スパルタ) の国家統治の規準は、「戦いの勝利 (他国の征服)」であり、この規準 (勝利) は、「国家と国家」の関係のみならず、「村と村」「家と家」「個人と個人」の関係においても同様に正しく当てはまり、言わば公的 (対外的) には「万人は万人に対して敵」であると言える。また、一個人の内面における「自分と自分」(自分自身に対する自分) もまた敵対関係にあるのであり、その私的 (対内的) な「内なる自分自身との戦い」において、「自分自身に勝つこと (克己)」は、全ての勝利の根本とも言える最善のものであり、逆に「自分自身に負けること」は、最も恥ずかしく最も悪い敗北である。（クレイニアス）
また、「自分自身に勝つこと (克己)」は、個人だけでなく、家・村・国家においても同様にあることであり、国家の場合は「優れた人々が、多くの劣った人々に勝っている場合」を指す。（クレイニアス）
第4章
家でも国家でも、対立する内部の勢力に関して、悪い方を滅ぼしたり、強制服従させるよりは、和解・友愛・平和に導く方が、裁判官・立法者・政治家として優れている。「病気の治療 (戦い)」よりも、「治療を必要としないこと (平和)」を目指すべき。（客人）
第5章
「対外戦争」においては (殺し合いができる)「勇気」だけがあればいいが、厄介な「内乱」において信頼できる人物は「正義/節制/思慮/勇気」の全てを備えてなければならないのであり、後者の方がはるかに優れている。また、有能な立法者ならば、最大の徳に着目して立法する。（客人）
第6章
したがって、クレテやラケダイモン (スパルタ) の立法者 (ミノスやリュクルゴス) は、「勇気」ではなく、「徳の全体」に着目して、人々に「善きもの」の一切をもたらし、彼らを「幸福」にするために立法したと言うべき。また、「善」には、「神的 (魂的) な/大きな/上位の善 (思慮/節制/正義/勇気)」と、「人的 (身体的) な/小さな/下位の善 (健康/美/頑強/富)」があり、立法者はそれらを統括する「知性」に着目していることを市民に勧告した上で、各種の諸規定を行うべき。したがって、2人には、それぞれの国の法律に、それらがどのように採り入れられているかを説明して欲しい。（客人）
第7章
再度、「勇気」を取っ掛かりとして、制度/法律に込められている「徳」の検討。(「共同食事」「体育」「狩猟」に続く) 第4の「制度的工夫」としての「格闘/秘密任務など」に見られる、「恐怖/苦痛に対する戦い/訓練/勝利」の意図。他方で「欲望/快楽に対する戦い/訓練」の欠如。
第8章
「苦痛」を克服しても、「快楽」に屈して隷属するならば、「勇敢」「自由」とは呼べない。国制に関しては、「ある面では益でも、別の面には害を及ぼす」といったことがあり、理論/実践どちらでも容易では無い。例えば、(「勇気/節制」の徳の涵養のために設けられた)「共同食事」「体育」は、「内乱」や「同性愛」の温床ともなっている。「快楽」と「苦痛」は、適所/適時/適量に用いれば「幸福」になるが、そうでないと「不幸」になるのであり、それゆえ法律に関する考察のほとんどは、この「快楽」と「苦痛」で占められている。（客人）
第9章
ラケダイモン (スパルタ) における「完全禁酒」の是非。
第10章
「酒宴」のような風習に対する評価は、「素面(しらふ)で知恵のある支配者」の下で正しく行われている場合に、為されなくてはならない。（客人）
第11章
「酒酔い」を正しく議論するには、「音楽・文芸 (ムーシケー)」とは何か、更には「教育 (パイデイア)」とは何かを、踏まえなくてはならない。（客人）
第12章
「(真の) 教育」とは、「正しい支配/被支配」を心得た「完全な市民」を作り上げるために、その「徳」を養育するもの。（客人）
第13章
人間は、(「鉄の導き」である) 様々な「苦痛」「快楽」(や、それらについての「予想/予期/思わく」である「恐怖」「大胆」) と、(「黄金の導き」である)「善/悪」についての「理」(国家の場合は「法律」がそれに相当) に、あちこちから引っ張られている「神の操り人形」のようなもの。(「黄金の導き (種族)」である)「理」は強制力が弱いので、「補助者 (気概)」を必要とする。このように見れば、「徳」や「自分に勝つ/負ける」といった意味が、一層明らかになる。更に、個人は「理」を内に宿して暮らすべきことや、国家はその「理」を神/識者から受け取り、「法律」に定めた上で、自国他国と折り合っていかねばならないことも、明らかになる。そして、このように考えれば、「徳/悪徳」の区別や、「教育」その他の諸制度、そして「酒宴」の意味も、一層明らかになる。（客人）
第14章-第16章
「恐怖」には、「勇気」を涵養するために克服されるべき、「苦痛に対する予期」としての「恐怖」(克服されるべき「恐怖」) と、「節制」を涵養するために獲得されるべき、「立派でない言動をしてしまうこと」に対する「羞恥心」としての「恐怖」(獲得されるべき「恐怖」) の2種類があるのであり、後者の「恐怖」(獲得されるべき「恐怖」) としての「節制/羞恥心」を養うための、比較的安全かつ手軽な「快楽」克服訓練として、「飲酒/酒宴」は有用である。（客人）
- 「勇気」 --- 「苦痛」の克服 (「恐怖」の克服) --- 訓練法 : 体育/狩猟/格闘/秘密任務など
- 「節制」 --- 「快楽」の克服 (「羞恥心」の獲得) --- 訓練法 : 酒宴(？)

### 第2巻
第1章
「酒宴」のしきたりが立派に立て直されれば、「教育の保全」にもなる。(客人)
「教育」とは、「幼年期の子供たちの「魂」に、「快楽/愛」「苦痛/憎悪」が、「適切な習慣」の下で、立派に正しくしつけられること」であり、「それによって、成長して「理知」による把握が可能になった際に、「理知」がその両者 (「快楽/愛」「苦痛/憎悪」) と協調して、「徳」を形成できるようにすること」である。（客人）
神々は、人間の労苦の休息のために、「祭礼」という気晴らしを定め、それを矯正する同伴者として、ムーサ・アポロン・ディオニュソスを差し向けた。その神々は、人間にのみ与えた「運動におけるリズム (リュトモス) と、音声におけるハーモニー (ハルモニア) を楽しむ感覚」を通して、(子供の頃はじっとしていられずに、絶えず動き、声を出す) 人間たちを、運動させてつなぎ合わせるのであり、(「喜び (カラ)」に因んで) それに「歌舞団/合唱隊 (コロス)」と名付けた。これこそが「教育」の初めである。（客人）
第2章
したがって、「教育を受けた者」とは、「立派に歌舞できる者」のことであり、その「立派」とは、「(魂/身体の) 徳」と関わりを持っていること。しかし大多数の人々は、「快楽」をその規準としている。（客人）
第3章
「歌舞 (コレイア)」は諸性格の「模倣/同化」であり、そうした「音楽・芸術 (ムーシケー)」の教育/遊戯に関して、「作家 (詩人) の自由」に委ねてはならない。エジプトのように、立派 (有徳) なものだけが残るように、芸術を規制しなくてはならない。（客人）
第4章
全市民を観衆として、「快楽」を規準に、観衆を楽しませることを「競技」として競わせると、「幼児」たちは「操り人形劇」を支持し、「少年」たちは「喜劇」を、「教養ある婦人/青年」たちをはじめとする「大衆のほとんど」は「悲劇」を、「老人」たちはホメロスの叙事詩 (『イーリアス』『オデュッセイア』) やヘシオドスの詩句を支持することになる。この中で「真の勝利者」は、(最も分別ある)「老人」たちに支持された者である。（客人）
第5章
「音楽・芸術 (ムーシケー)」を、「快楽」を規準として「判定」するのはいいが、その「判定者」は「最も優れた人/充分な教育を受けた人/徳と教育の点で抜きん出た人」でなくてはならないのであり、イタリア/シケリアのように、判定を観衆に委ねてしまうと、堕落を生むことになる。（客人）
このように真の「教育」とは、「老齢の有能な人物が、その経験に照らして正当とし、法律によって告示された「理」へと、子供たちを誘い導き、その「快/苦」をしつけること」である。そして、「歌 (歌舞)」はその習慣付けのための「魂への呪文」だと言える。（客人）
「詩作」に関してそのような旧習を守っているのは、ギリシャにおいては、クレテとラケダイモン (スパルタ) ぐらいのもの。（クレイニアス）
第6章
「教育」など全般に言えることは、「どんなに身体や所有物の面で優れていても、「正義」などの「内的な徳性」が優れていなければ、台無しになる」ということ。（客人）
第7章
「最も正しい (正義な) 生活」と「最も楽しい (快楽な) 生活」は一致する。（客人）
第8章
若者を善導する「有益な偽り」なら許される。（客人）
ムーサに仕える「少年」の「歌舞団/合唱隊 (コロス)」、アポロンに仕える「青年 (30歳未満)」の「歌舞団/合唱隊 (コロス)」、そして「壮年-老年 (30歳-60歳)」の「歌舞団/合唱隊 (コロス)」という3種類の「歌舞団/合唱隊 (コロス)」にそれぞれ、「「最も正しい (正義な) 生活」と「最も楽しい (快楽な) 生活」は一致する」という旨の歌を歌わせて、子供たちの魂を魅惑しなくてはならない。（客人）
第9章
3番目の「壮年-老年 (30歳-60歳)」の「歌舞団/合唱隊 (コロス)」は、ディオニュソスに仕えることになるが、それはこの年齢と思慮に最も長じた「最も説得力を持つ人々」に、「徳/正義」を讃美/勧奨して習慣付ける「歌 (魂への呪文)」を熱心に歌わせて、子供たちを魅了/善導するために、「ディオニュソスの秘儀 (酒)」を用いて、その老齢による「頑固さ/気恥ずかしさ」を解きほぐして「柔軟」にする必要があるため。（客人）
第10章
「壮年-老年 (30歳-60歳)」の「歌舞団/合唱隊 (コロス)」が歌う歌は、「優れた歌」でなくてはならないが、「音楽」を含む「芸術 (模倣技術)」の優劣は、「快楽」ではなく「模倣の正しさ」「原物の (量的/質的) 再現性」で判定されなくてはならないのであり、そのためには、まず「原物」を正確に認識している必要がある。（客人）
第11章
「芸術 (模倣技術)」の「思慮ある判定者」になるためには、1「模倣対象」、2「正しさ (正確性)」、3「立派さ (道徳性)」の3つを理解している必要がある。特に、「音楽」に関しては、扱いを誤ると「害」も大きく、気付かれにくいので、扱いには「最大限の慎重さ」を要する。（客人）
(「ディオニュソス歌舞団」に入る年齢であり、『国家』の「教育論」では、「音階論を含む、数学諸学科を修めた年齢」でもある) 30歳に達した者や、更に (『国家』の「教育論」では、「善のイデア/善そのもの」の感得/注視に踏み込む年齢である) 50歳以上の者は、リズム (リュトモス) やハーモニー (ハルモニア) の善し悪し/正しさを認識できる、(「歌舞団の音楽」よりも)「優れた音楽教育」を受けていなくてはならない。（客人）
第12章
「ディオニュソス歌舞団」は、(上記したように)「立派さ (道徳性)」も含む、3つの認識を備える「優れた音楽教育」を受けつつ、リズム (リュトモス) やハーモニー (ハルモニア) をよく観察して、自分たちの年齢・性質にふさわしいものを選択しながら、若者を魅了/善導しなくてはならない。（客人）
そのような「ディオニュソス歌舞団」(を頂点とする善導的な歌舞文化) を形成するには、(老齢による「頑固さ/気恥ずかしさ」を解きほぐすための)「酒/酒宴」も必要とするが、逆にその「酒/酒宴」で乱れてしまうことが無いように、立法者によって若い頃から「教育/人間形成」が施され、「慎み/羞恥心」(としての「恐怖」) を植え付けられている必要がある。また、60歳を超えた (歌舞団を引退した) 素面(しらふ)の指揮者/指導者たちも、「法律の守護者/協力者」として必要とする。（客人）
第13章
ディオニュソスは、ムーサ・アポロンと共に (成熟して知性が身につく前の、「音楽・体育術の源」とも言える) 無秩序な幼少期において、「リズム (リュトモス) やハーモニー (ハルモニア) の感覚」を人間に与えてくれたし、さらに「ディオニュソスの贈り物」としての「酒」は、身体には「活力」を、魂には (「訓練」を通して)「慎み」をもたらしてくれる。（客人）
幼少期においては「教育」と同義とも言える「歌舞」は、「音楽」部分と「体育術」部分によって構成されるが、(リズム (リュトモス) とハーモニー (ハルモニア) によって構成される)「音楽」部分については述べ終えたので、残る半分である「体育術」部分について述べなくてはならない。（客人）
第14章
「体育」もまた、全ての動物が生まれつき飛び跳ねる習性に由来し、人間はリズム (リュトモス) の感覚も備えているので「踊り」を生み出した。そして、「音楽」における歌の旋律がそのリズム (リュトモス) を思い出させ目覚めさせるので、両者が結びついて「歌舞」が生まれた。
既述の通りその半分である「音楽」については述べ終えたので、残る半分「体育術」について述べよう。（客人）
【※ここで何故か幼少期における「教育」としての「歌舞」の一部でもある「体育術」についての説明の記述は中断し、「教育」について述べられる第7巻の序盤 (第6章まで) にて、「体育術」側から改めて述べ直される格好になる。】
しかしまずは「酒酔い」の扱い方について、述べ終えなくてはならない。
国家が「飲酒」のしきたりを、「節制」を涵養し、「快楽」に打ち勝つための「訓練」とみなし、法律/秩序を守って行うなら容認されるし、他の「快楽」に関する「訓練」になり得るしきたりに関しても、同じことが言えるが、それが単なる無規定/無秩序な娯楽として行われるのであれば、クレテ、ラケダイモン (スパルタ) やカルケドンのように、規制しなくてはならない。（客人）

### 第3巻
第1章-第2章
国制の起源。悠久の時間における成立と推移・変化、その原因。まず大洪水による大部分滅亡（国家・国制・技術・法律喪失）後の人類（無知・素朴な山住の牧人のみ生存）を想定。
彼らは荒涼とした牧草地や狩猟で十分な食料を調達し、また陶工・織物といった素朴な技術のみを持ちつつ、争いも貧富も無く共存していた。（客人）
第3章-第4章
彼らは知識・技術に乏しかったが、策略を巡せて言葉や行為で争う技術も乏しかったこともあり、素朴な徳を備えていた。
彼らは小部族内の風習・掟に従い、また祖先・父母から最長老が支配権を継承するといった家父長制（デュナステイア）によって運営されていた。
そんな小部族・小集団が寄り集まることで、より大きな共同体が形成されることになるが、そこでは部族の代表者たちが各部族の風習の中から好ましいものを選別し、指導者（王）に採用するよう提言する、という形で立法者となり、王制や貴族制が形成された。
更に第3の国制として、イリオン（トロイア）のような平地に築かれた国制が現れた。（客人）
第5章-第6章
そして第4の国制として、そんなイリオン（トロイア）を陥落させたアカイア人（ドーリア人）の国制があり、それは軍勢をラケダイモン（スパルタ）、アルゴス、メッセネに3分割し、それぞれに王を擁した国を作り、王家（支配者）と民衆（被支配者）の間では、「王家は世代が変わっても支配権を強化することはしないし、そうである限りは民衆側も支配を覆すことはない」という誓約（契約）が、また3国の相互間では、「どこか一国の王家か民衆がこの誓約を破って不正を働いた際には、他の2国が不正を被った側を支援する」という誓約（契約）が交わされ、立法される形で形成された。
また、この国々では、他の国々と異なり、財産の平等化（不平等の是正）のために、土地所有の変更（再分割・再配分）や負債の帳消しを行う場合にも、大きな反対が生じなかったので、立法者は仕事が容易だった。
しかし、わずかな期間でラケダイモン（スパルタ）以外の2国ではその国制・法律が破壊され、ラケダイモン（スパルタ）との間で争いが続く関係となってしまった。（客人）
第7章-第8章
そうした国制・法律の崩壊原因は、軍備であれ、富や家柄・名誉であれ、そうした所有するものを、魂の要求（善）に従って利用する術を心得た「思慮」や「知性」の欠如にあり、特に立法者は知性の求めに着目しながら法律を制定しなくてはならない。
こうして先になされた議論の冒頭（第1巻第6章）の話、すなわち法律の制定は、4つの徳（思慮/勇気/節制/正義）の全体、とりわけその先頭に立つ指導的な「思慮」や「知性」に着目して為されなければならないという話に、再び立ち返る形で到達することになった。（客人）
第9章
このように、「無知」こそがドーリア人の2国を滅ぼしたのであり、その害悪は今日でも変わらない。したがって立法者たる者は、可能な限り「思慮」を国家に植え付け、逆に可能な限り「無知」を取り除くように努めなくてはならない。
そして、「無知」の中でも「最大の無知」と言えるものが、（第2巻第1章でも述べられたように）「快楽/苦痛（感覚/欲望）」が「理知」の支配/指令に従わないこと、すなわち「理知」と「快苦（感覚/欲望）」の間の「不調和」であり、それは国家の場合も、個人の場合も、同様に当てはまる。
国家の場合は、それは「民衆/大衆」が「支配者/法律」に従わないことを、また個人の場合は、それは魂の内部に「美しい理」が内在しているのに、「快苦（感覚/欲望）」(や「肉体/行動/実践」) がそれに伴わずに、反対の結果をもたらすことを指す。
したがって、そのような「理知」と「快苦（感覚/欲望）」の間の「不調和」としての「最大の無知」を抱えている個人/市民たちには、仮に彼らが他の才知に長けていたとしても、国家の支配権に関わらせてはいけないし、彼らを「無知の者」として非難しなくてはならず、逆に反対の者たち、すなわち「理知」と「快苦（感覚/欲望）」が「調和」している者たちには、他の才知が欠けていたとしても、「知者/思慮ある者」として、支配権を委ねなくてはならない。
あらゆる「調和」の中で「最美最高の調和」こそ、「最大の知恵」と呼ばれるに相応しいのであり、「理知」に適った「調和」的な生活をする者は、その「知恵」に与っている。それに対して、その「知恵」を欠く「不調和（無知）」な者は、それゆえに家も国家も滅ぼすことになる。（客人）
第10章
資格のある(正当な)支配者と被支配者の関係性は、
1. 「父母」による「子供」に対する支配
2. 「高貴な者」による「卑賤な者」に対する支配
3. 「年長者」による「年少者」に対する支配
4. 「主人」による「奴隷」に対する支配
5. 「強者」による「弱者」に対する支配
6. 「思慮ある者」による「無知な者」に対する支配
7. 「籤に当たった者（幸運な者/神に愛された者）」による「はずれた者」に対する支配

の7種があるが、アルゴスやメッセネの王たちは、何を誤って逸脱し、国を破滅させたのかというと、（ヘシオドスが『仕事と日』の40行でも述べているような）物事の「適度」を超えて、王たちがより多くを得ようとする病気にかかり、誓約（契約）の「調和」を守らなかったことだと考えられる。（客人）
第11章
もし人が「適度」を無視して、「小さなもの」に「大き過ぎるもの」を与えると、「船に帆を与える」「身体に滋養物を与える」場合のように、全てを転覆させてしまうことになる。「魂に支配権を与える」場合にも、それは当てはまり、その場合その者は「不正」に陥ったり、更には「極度の驕り」という病気に陥る。したがって、立法者は「適度」をよく認識し、そうした事態に陥らぬよう警戒しなくてはならない。
ラケダイモン（スパルタ）が他の2国と異なり、そうした事態に陥るのを避けることができたのは、
- デルポイの神託に従って、プロクレスとエウリュステネスの2人（双生児）を王位につけ、権力集中を制限した。
- リュクルゴスが、28人から成る長老会を設け、重大な国事に関しては王と対等の投票権を与えた。
- テオポンポスが、王家・長老会を牽制するために、5名の民選の監督官を設けた。

といった「混合」的措置が講じられ、支配権力が「適度」を保てたから。
したがって、立法者は「強大な支配権」や「混合されてない支配権」を設立してはならないし、国家の「自由」「思慮」「友愛」を保たなくてはならない。（客人）
第12章
国制の始源は「君主制」と「民主制」の2つであり、他の国制はこの組み合わせで成り立っている。前者の頂点がペルシアで、後者の頂点がアテナイである。
そして、国家に「思慮」に加えて「自由」「友愛」を生じさせるためには、この2つの国制を兼ね備えてなくてならない。ラケダイモン（スパルタ）やクレテの国制は、それを上手くやっているが、ペルシアは君主主義を、アテナイは自由主義を偏愛し、「適度」を保てなくなってしまった。
ペルシアは、キュロスの時代には、他国の被支配者たちにも自由を与え、同等に扱い、能力ある者を登用して名誉と地位も与えるなどして、「自由」「友愛」「思慮・知性」を保つことで、忠誠心・団結力や繁栄・進歩を手に入れた。
しかし、キュロスは教育・家政に心を向けなかったので、息子のカンビュセスは、頑強な牧人を作ってきた父祖伝来のペルシアの技術で鍛えられることなく、王室の女たちに甘やかされて育てられ、贅沢と放埒に浸ったまま王位を継承することになり、弟を殺害した挙句、宦官によって王位を失うという失態を犯して、国の衰亡を招いた。
その後に王権を獲得したダレイオスは、国土を分割し、法律を制定し、貢納品を分配するなど、平等性を高めて、「友愛」と「公共心」をペルシアにもたらし、再び繁栄させた。
しかし、息子のクセルクセス以降の王は、カンビュセスと同じく、王室風の甘やかされた教育によって堕落し、国の衰亡を招くことになった。
それに対して、ラケダイモン（スパルタ）は、名誉も養育も、身分・貧富の差別無く分配・共有されている。
国家においては、富者という理由だけで名誉が与えられてはならないのであり、それはちょうど肉体が優れていても「徳」が欠落している者や、多くの「徳」を備えていながらも「節制」の徳が欠落している者に、名誉を与えてはならないことと同様である。（客人）
第13章
「節制」は、他の「徳」が力を発揮するのに不可欠なものだが、それ自体は単独では名誉なものにも不名誉なものにもならないという特殊なもの。
国家が安全・幸福であるために、名誉・不名誉の正しい配分をすると、
1. 「魂」に属する善きもの
2. 「肉体」に属する善きもの
3. 「富」に属する善きもの

の順となるのであり、この順位を決して乱してはならない。
ペルシアの衰退の原因は、支配者が度を越して民衆から「自由」を奪い、専制的になって、国家内部の「友愛」「公共心」を破壊してしまったことにあるのであり、そうなってしまうと、支配者側も被支配者である民衆のことを全く顧みずに、自己の利益のために国内外に残虐行為を行い、敵対心・憎悪を招くことになるし、民衆の側も支配者・国のために戦う熱意・公共心を失ってしまう。
そして支配者は金で雇った異国の傭兵を頼みとするようになるし、名誉や立派さよりも金銭を尊重していることを、自らのその行いで自白する醜態を晒すことになる。（客人）
第14章
ペルシアは「極端な隷属と専制」(による「自由」や「友愛」「公共心」の破壊) に陥って衰退したが、続いてアテナイの国制を通して、反対のこと、すなわち「一切の権威に縛られない完全な自由」は、「他者の権威に依存した適度な自由」よりも、大きく劣っていることを詳述しなくてはならない。
ペルシア戦争の当時、アテナイではまだソロンが導入した財産に基づく4階層が維持されており、また市民は慎みの心を持っていて、更にペルシアの侵攻による恐怖も手伝って、民衆は支配者と法律に一層服従しつつ、互いに強い友愛が生じていた。
それが無ければ、アテナイには祖国防衛の団結力・結束力・助け合いも生じなかったし、散り散りとなって崩壊していた。（客人）
第15章
しかし、そんなアテナイも、民衆を「全くの自由」に走らせることによって、反対の「全くの隷属」に民衆を導いたペルシアと同じ不幸に陥ることになった。
昔のアテナイでは、民衆は法律（規律）の主人ではなかったし、法律（規律）に服従していた。その一例が「音楽に関する法律（規律）」であり、歌は、
- 讃歌（ヒュムノス）
  - アポロン讃歌（パイアン/パイオーン）
  - ディオニュソス讃歌（ディテュランボス）
  - 祭礼歌（ノモス）
- 悲歌（トレーノス）

等に分類・区別され、異なる旋律を混同することは許されなかったし、判定や違反に対する懲罰の権威は（大衆ではなく）専門家に委ねられ、最後まで黙って聞くことや、子供に対する懲らしめの鞭など、規律が徹底しており、市民の大部分も自らそれに従っていた。
しかし、時代が進むにつれて、音楽についての（ムーサ的な、自然の）規律に無知なまま、それを侵す詩人たちが登場し、彼らはバッコスの狂乱に耽り、「適度」を越えて「快楽」の虜となり、歌の種類や楽器の調べを混ぜ合わせながら、「音楽に正しい規準など無いのであり、聴く者の「快楽」を規準とするのが正しい」といった主張をするようになった。
そして詩人たちは、そんな音楽に類した歌詞を添えて、演劇として広め、大衆/劇場の観客に、自分たちが音楽についての知恵/判断能力があるかのような思い上がりを植え付けたのであり、彼ら大衆はかつての沈黙から転じて騒々しくなり、歓声/拍手/叫び/野次などでそれを表現するようになった。
こうして、音楽において、かつての「優秀者支配制（アリストクラティア）」に代わって、劣悪な「観客支配制（テアトロクラティア）」（としての「民主制（デモクラティア）」）が、生じた。
これが「教養ある自由人」の間でのみ、また「音楽」に関してのみ生じたのであれば、大したことではなかったが、実際には音楽に端を発して、「万事」に関して知恵があると思う「万人」のうぬぼれや法の無視がアテナイで生じ、それと共に万人の「身勝手な自由」が生じた。
彼らは自らを「識者」であると考えて「畏れ無き者」となり、その「無畏」が「無恥」を生んだ。そして、そうした「思い上がり」のために、「自分より優れた人物の意見を畏れない」こと、これこそが「悪徳」とも言うべき「無恥」であり、それはこのように「思い上がった身勝手な自由」から生じる。（客人）
第16章
この「身勝手な自由」からは、続いて、
- 「支配者への服従に抵抗する自由」
- 「父母・年長者への服従や戒めから逃れようとする自由」
- 「法律に服従しない自由」
- 「誓約・信義・神々を尊重しない自由」

などが生じ、昔の巨人族（ティタン）のように、止むことのない不幸の境遇に陥ることになる。
以上、ここまでこうした話をしてきた目的は、「立法者は、国家が「自由」「友愛」「知性・思慮」を備えたものとなるように、立法しなくてはならない」（第11章）という発想の下、そのことについての理解を深めることにあった。
そしてそのために、こうして最も専制的なペルシアと、最も自由なアテナイを選択し、その国制を検討してきた結果、「僭主/君主」として振る舞うことの「適量」、「自由人」として振る舞うことの「適量」、そのそれぞれの「適量」を同時に採用すれば、その国制は繁栄するが、それぞれの特徴を「隷属」の「極点」、「自由」の「極点」といった具合に「極点」まで押し込むと、どちらの場合も良い結果にはならないことが明確になった。
そしてまた、これ以前に、ドーリア人の3国、イリオン（トロイア）、洪水後の牧人たち、音楽と酒酔い、徳の種類や立法起源などについて議論してきたのも、結局のところ「国家はどのような統治が最善なのか」「人はどのような生涯が最良なのか」を、知るためだったが、そうした議論が何か「有益な結果」をもたらしたかどうかは、どのような吟味方法によって調査・確認したらいいだろうか。（客人）

1つ吟味方法を考えついた。クレテの大部分は現在、ある植民を計画し、その世話をクノソスの人々に委託しており、そのクノソス政府がまた、自分（クレイニアス）を含む9名にそれを委託している。またその法律についても、クノソスのものであれ、他国のものであれ、気に入ったものを取り入れて制定するように委託している。
そこで、これまで話された内容を基に、根本から建国するつもりで、言論上で国家を組み立ててみよう。そうすれば、これまでの議論結果の有益性についての吟味にもなるし、自分（クレイニアス）にとってもその組み立て方は、将来の国家建設に役立つことになる。（クレイニアス）

### 第4巻
第1章-第2章
その国家は、
- 海岸から80スタディオン（15km弱）離れていて、
- 海岸は良港に恵まれ、
- 土地はあらゆる物資を産出するが、険しい。

といった条件を抱えているが、それは国民が「徳」を身につけるには、悪くない条件である。
なぜなら、良港の近くでもなく、土地が豊かでありながら険しいために輸出するほどの大量生産ができないという環境は、それだけ「商業」への依存が低くなり、「商業的な狡賢さ」に国民が陥ることを避けることができるから。
また、その国の土地は、
- 造船材となる木々にも乏しい。

という条件も抱えているが、これも「徳」の面では悪くない。なぜなら、船を用いる「海軍」の、「逃走/撤退のし易さ」「船操縦員の多さゆえの適切な報償の困難さ」といった性質は、対照的な「陸軍」の重装歩兵のそれと比べると、立派ではないし、「徳」の涵養の邪魔になるから。（客人/クレイニアス）
第3章
その国家の植民者は、クレテ全土などから集まった様々な集団が合流したものとなる。（クレイニアス）
植民地建設の理由は、前の国の土地の狭さに圧迫されてだとか、内乱・征服を逃れてだとか様々あるが、そうした以前の言語・法律を共有する同質な種族による植民地建設や立法は、容易である反面、保守的になりがちで新しい法律・国制を受け入れづらい。
それに対して、多様な種族が合流する場合、新規の法律に服従させるのは容易だが、1つに統合するには長い時間を必要とする。
いずれにしても、立法者には抜きん出た「徳」が要求される。（客人）
第4章
立法者の吟味に立ち戻ると、（戦争・貧困・疫病・季節不順などによって、国制・法律の改革を余儀無くされる、といったように）ありとあらゆる偶然・禍が、ありとあらゆる仕方で起こった結果として、法律が形成されているのであり、人間の立法者は、1つも立法を（自律的・完結的に）行なっていないし、人間の営みは、航海術・舵取り術・医術・戦術といった技術も含め、ほとんど全てが「偶然」に左右されるものだと言える。
そしてこれは、「神」が万物を統べ、「偶然・機会」がそれを助ける形で、人間の為す事柄の一切を統べている、とも言えるが、そこに第3の要素として、「技術」が加わるか否かで、人間にとっての物事の得失は大きく異なってくる。舵取り術など他の技術と同じく、立法術もまたそう言えるのであり、それを扱える「真実を身につけている立法者」を、国家は必要とする。
各々の技術に携わる人々は、「何」があれば、その技術がうまく発揮されるかを述べることができる。立法者（立法術）の場合も事情は一緒で、それは「若く、記憶力が良く、聡明で、勇気があり、度量が大きく、そして節制（節度）を備えた僭主」である。
このように、1人の支配者と、真の立法者が幸運にも巡り合い、力を共有する場合に、「最善の国制」への変化が最も速やか且つ容易に行われる。支配者の数が増えるごとに、その困難は増すのであり、その順番は、
- 僭主制（強権を持った支配者1人）
- 王制（法律に縛られた支配者1人）
- 民主制（指導者がいる場合）
- 寡頭制

の順となる。（客人）
第5章
では、その目指されるべき国制は、どのようなものであるか。
ラケダイモン（スパルタ）の国制は、
- 監督官がいるという点では僭主制的で、
- 民主制（民会）、貴族制（長老会）的な一面も持ち、
- 王家が維持されている点で王制でもある。

といった混合的/複合的なものであり、クノソスの国制も同様である。（メギロス/クレイニアス）
そうしたものが「本当の意味での国制」であり、それに対して、民主制・寡頭制・貴族制・王制・僭主制といったものは、本来国制の名に値するものではなく、自分たちの「ある部分」に支配権を与え、それに隷属している諸国家の統治の仕方に過ぎず、その主人が持つ支配力の名で呼ばれているものに過ぎない。
しかし、国制が支配力に因んで名付けられるのなら、知性を持つ者たちの真の主人である「神」の名に因んで（神制（テオクラティア）等と）呼ばれるのが至当である。（客人）
第6章
（ヘシオドスの『仕事と日』や、後期対話篇『政治家』でも述べられている）クロノスの黄金時代においては、人間を統治するのにダイモーン（神霊）があてがわれていた。ちょうど牧人が、羊・牛といった家畜の群れを支配するように。
死すべきもの（人間）においては、人の世の絶対的統治者になれるほどの者は誰一人いないのであり、我々は手段を尽くしてこの「クロノスの黄金時代」を模倣すべき。
そして知性（ヌース）の行う秩序づけ（ディアノメー）を法律（ノモス）と名付けて、公的にも私的にも、魂の内部にある（不死へとつながる）知性（ヌース）に服しながら、国家と家を整えなくてはならない。
ところで、世間では、「法律の着目すべき目標」は、「その国制にとっての利益」であると言われている。
また、（『ゴルギアス』のカリクレス、『国家』第1巻のトラシュマコスのように）自然にかなった「正義」の定義とは、「強者の利益」であると言われている。すなわち、民主制であれば民衆が、僭主制であれば僭主が、といったように、国家においては常に強者/支配者が、その支配/国制が持続するように、自分の利益に適うように、法律を制定し、それを「正義」と呼ぶのだからと。
そしてこれ（「強者による弱者に対する支配」）は、以前（第3巻第10章）に挙げた「支配権の資格」の1つにも、数えられている。
さて、それでは我々は、（「クロノスの黄金時代」か、「強者/支配者の利益」か）このどちらに、国家を委ねるべきだろうか。（客人）
第7章
支配権が争奪の的となり、勝者と敗者が互いに反目・警戒しながら生活するような状態は、「国制」とは呼べないし、国家全体・公共を目的としない「法律」は、「法律」ではなく、そうした一部の人間のための「法律」を制定する者は、「市民」ではなく「党派者」に過ぎず、そんな彼らが主張する「正しさ」は、空しい言葉に過ぎない。
国家の支配権は、金銭・体力・体格・家柄などに恵まれていることを理由に委ねてはならず、「制定された法律に、心から服従している」こと、その「服従」の点で勝利している者にこそ、委ねなくてはならない。
国家の支配者は、「法律の従僕/下僕」であらねばならず、国家の存亡は、何よりもこの点に掛かっている。
さて、「神」は万有を保持し、本性にかなった円周運動を行い、それに「正義の女神」が常に随行し、「神の掟」をないがしろにする者への復讐者となる。したがって、幸福であろうと心がける者は、「謙遜」と「節度」をわきまえて、「正義の女神」にしっかりと随行しなくてはならない。（客人）
第8章
「神に愛され、神に従う者」となるためには、「節度」をわきまえなくてはならない。
「万物の尺度」は (「人間」(プロタゴラス説) ではなく)「神」であり、そんな神に愛されるためには、「節度」をわきまえ、力の限り「神に似た者」にならなくてはならない。
また、神々への「祈り/捧げもの/奉仕」は、「善き者/敬虔な者」が行えば、美しく善く時宜にかなった、幸福な生活のための実り多いものとなるが、「悪き者/不敬虔な者」が行えば、反対の結果となる。
さて、こうして（どうあるべきかについての）「目標/的」を手に入れたが、そこに命中するための「矢/道具」(具体策) はどのようなものか。
まず、
- 「オリュンポスの神々」「国家を守護する神々」には、(第一位のもの、奇数のもの、右側のものを割り当てる) 上位の敬いをし、
- 「地下の神々」には、(第二位のもの、偶数のもの、左側のものを割り当てる) 下位の敬いをする

こと、更に続いて、
- 「ダイモーン (神霊)」
- 「半神たち」
- 「祖先伝来の神々」

を祭り敬い、その次に、
- 「存命中の両親」

を敬うこと。
そして、両親に対しては、「最初にして最大の負債/恩義」を負っているのであり、それを返すのが当然の掟である。自分が所有しているもの（財産/身体/精神）を、生み育ててくれた両親に属するものと見做して、彼らに養育の借りを返すように、それらを以て奉仕しなくてはならない。
両親に対しては言葉を慎んで軽口を言うようなことは避け、逆に両親が立腹して言葉/行為にそれを表しても譲歩しなくてはならない。
両親が他界したら、適度で慎ましい葬儀を行い、また故人たちは適度な財産を割いて敬わなくてはならない。
更に、子供、身内、友人、市民、客人など、全ての人々に対する、神々の意にかなう交わり方の義務を遂行して、自らの生活を整え、幸福なものとなるよう、立法者は法律で以て、説得や強制/戒めを行わなくてはならない。（客人）
第9章
立法者は、1つの事柄に関して矛盾したことや両極端なことを述べる詩人たちとは異なり、1つの事柄には1つの「中庸/適度」な説を定めなくてはならないし、その「適度」が「どういうもの/どれだけの量」なのかも、説明できなくてはならない。（客人）
第10章
立法者は、法律の冒頭でそうした説明を公表するのが良いか、それともただ条文・罰則を述べるだけが良いか。
これを医者で喩えると、「奴隷の患者」に応対する「奴隷の医者 (助手)」が、患者への説明無しに (まるで「僭主の命令」のように) 指示だけするのに対して、「自由民の患者」に応対する「自由民の医者」が、患者に病状/治療法を説明して同意を得るまでは処置せず、また同意後も患者の気持ちを穏やかにして健康回復を助ける、という区別に類似している。
優れた医者や体育教師なら、この2つの内の (説明無し側の) 劣った1つを用いる (単式) よりも、この2つを用いて治療/訓練を行う方 (複式) を選ぶだろう。
それではその「複式」と「単式」のやり方を、立法に関しても適用して考察してみよう。（客人）
第11章
「国家誕生の出発点」となる「結婚に関する法律」を例に取ると、「単式」の場合は、
- 「男子は30歳に達したら、35歳までに結婚しなくてはならない。違反すれば、罰金と市民権剥奪の刑を受ける。罰金の額はこれこれで、市民権剥奪の方法はこれこれとする。」

といった形式となる。それに対して、「複式」の場合は、
- 「男子は30歳に達したら、次のことを念頭に置いて、35歳までに結婚しなくてはならない。すなわち人間の種族は、不死への欲求を生まれながらに持っており、子供を残すことによって、それを擬似的に達成している。そこで、自ら意志してこの事実に背を向けることは、敬虔ではない。したがって、もしこの法律に従うなら、罰を受けずに解放されるが、従わずに35歳になっても結婚しない場合は、毎年これこれの額の罰金刑を受ける。その目的は、独身生活が自分にとって有利で気楽な過ごし方であると、考えさせないためである。更に、そうした違反者は、若者たちが公の席で年長者を手厚く遇する際の名誉にも与れないものとする。」

といった形式となる。
これによって、法律というものは、「説得」と「威嚇」を併用する長さ2倍のもの (複式) が良いのか、「威嚇」だけを用いる単一のもの (単式) が良いのか、判断を下せるようになった。（客人）
第12章
これまでの立法者は、「説得」と「強制 (威嚇)」という2つの方法を用いることができるにもかかわらず、「強制 (威嚇)」だけにうったえて立法してきた。
ところで、自分達が今日行ってきたこの議論は、夜明けに始まり、そのまま休息所に居続けて真昼になるまで法律に関して議論してきたが、直接法律内容に言及し始めたのは今しがたのことであり、それまでの議論は言わば「法律の序文」だった。
一切の言論には「序文」があり、一種の「準備体操」のような機能を果たしている。それは、「その後に来るもの」を受け入れるのに役立つような「心構え」を作るもの。
全ての音楽にも、それに相当する「序曲」が付いている。音楽としての「ノモス」にもそれが付いているが、国政に関わる「ノモス」(法律) には、未だかつて誰も「序文」を作って来なかった。あたかも、そんな「序文」など、本来存在しないかのように。
しかし、自分達の議論は、そんな「法律の序文」の存在を示している。そしてまた、先程の「複式」の話も、法律の「序文」と「本文」の二要素から成るとも言えるのであり、「説得」に関する部分が「序文」に相当する。
以上の話から、立法者たる者は、法律の初めに (「説得」のための)「序文」を付さねばならない。ただし、些細な法律に関しては「序文」を省略しても構わないし、そこは立法者の裁量に委ねる。（客人）
さて、それでは再び本論 (第7章後半) に戻って、「序文」を完成させるつもりで、話を始めよう。
「神々への敬い」「祖先への心遣い」「両親の扱い」等については充分に述べたので、「序文」として言い残されているものは、「魂/身体/財産」に関し、それに「払うべき/控えるべき努力の限度」についてである。（クレイニアス/客人）

### 第5巻
第1章
自分の持ちものの中で、「魂」こそが最も神的で自分自身と言えるものである。したがって、「魂」は、「神々」(や「それに続く者達」) に次ぐ、第2番目の尊敬対象とされなくてはならない。
しかし、誰も「魂」を正しく尊敬できていない。「魂」に対する「口先だけの言葉」「贈物」「迎合」によって、「魂」を高めたつもりになっても、実際に「魂」を「悪しき状態」から「善き状態」へと向上させていなければ、「魂」を尊敬していることにはならない。
例えば、
- 自分は何でも理解できるといった「うぬぼれ」のままに、「魂」を褒めて「好き勝手」にさせる。
- 過ちや災いの「責任」を他人に「転嫁」して、自分を常に「棚上げ」し責任外に置く。
- 立法者の助言・勧告に背いて、「快楽」に耽る。
- 「労苦・恐れ・苦しみ・痛み」に耐えることが称賛される場合でも、それらに最後まで耐えずに屈服する。
- 「生存」そのものを善と考え、「死や冥府」を悪と考える。
- 「姿かたちの美しさ」を、「徳」よりも尊敬する。
- 「不正な方法」で「富」を手に入れたり、それにやましさを感じない。
- 立法者が「醜く悪いもの」と定めたものから遠ざかり、「善く立派なもの」と定めたものを実行しようとしない。

といった者は、「魂」を貶め、辱めている。
そして、その行き着く先は、同類の悪しき者に囲まれ、その悪しき行いを互いに行い合ったり、挙句に多数派に滅ぼされるという「報い」を受けることになる。
ここで言う (「魂」に対する)「尊敬」とは、優れたものに従い、可能な限り善くなるようにすることである。（客人）
第2章
「魂」に次ぐ第3番目の尊敬対象は、「身体」である。しかし、そこで求められるべきは、「身体」の「美しさ/強さ/速さ/大きさ/健康」ではなく、その反対 (「醜さ/弱さ/遅さ/小ささ/不健康」) でもなく、それらを「適度」に具えた、「節度」があって「健全」な身体である。
なぜなら、「身体」が前者に極端な場合は、「魂」を「思い上がった向こう見ずなもの」にするし、後者に極端な場合は、「意気地の無い卑屈なもの」にするから。
「金銭/所有 (財産)」に関しても事情は同じで、それが「あり過ぎる」と「国家/個人に敵意/内紛を生む」ことになり、反対に「無さ過ぎる/不足する」と「国家/個人に奴隷状態を生む」ことになる。
したがって、残された「子供たち」ができるだけ「金持ち」になるようにと、彼らに「財産」を残すことに、執着してはならないし、それは子供たちにも国家にも善いことではない。「財産」は、「取り巻き連中を引き寄せる」ほどは多くなく、「必要に事欠く」ほどは少なくないのが、「調和」の取れた最善の状態である。
「子供たち/若者たち」には、「黄金」ではなく「豊かな廉恥心」を残すべきだが、それは現在行われているような「口先だけの若者批判/説教」では成し遂げられないのであり、立法者はむしろ、「老人たち」を戒め、「若者たちの見本」となるように自ら実践させなくてはならない。
また更に、
- 全ての「親族/血族」を崇敬するならば、子供を生む際に、お産の神の加護を受けることができる。
- 「友人/仲間たち」に対して、自分自身に対するよりも尽力し、その親切を小さなこと/大したことではないと考えるならば、生涯を通じて彼らの好意を受ける。
- 「国家/同胞」においては、競技/戦争/平和における勝者よりも、「生涯を通して、誰よりも立派に国法に奉仕した」という評判における勝者をこそ、「最も優れた人」としなくてはならない。
- 「外国人との契約」は、同国人同士のそれよりも、復讐の火種/禍根となり易いので、より神聖なものと見做して、罪を犯さないようにしなくてはならない。
- (同胞/外国人を問わず)「歎願者との約束」は、復讐の火種/禍根となるので、それに対する違反は、最大の罪としなくてはならない。

といったことも尊重されなくてはならない。（客人）
第3章
以上で、「両親」「自分自身に属するもの (魂/身体/財産)」「国家/友人/親族/同国人/外国人」との関係については、概説できた。
次に、「自分がどのような人間であれば、人生を最も立派に送ることができるか」「各人をより法律に対して従順/好意的にする、教化力を持った称賛/非難」(としての「個人的な生の営み」に関する「道徳論/倫理」) を、述べなくてはならない。
- 「真実」は「全ての善きもの」へと神々/人間を導くものであり、「幸福」になりたいと願う者は、できるだけ長く「真実」な者として生きるために、初めから「真実」と共にあるのが良い。

逆に、故意に「嘘」を好む者は信頼できないし、無知ゆえに「嘘」を好む者は愚かである。このどちらも羨ましいものではなく、そうした「信頼できない者」や「無知な者」は、友人が無いし、仮に誤魔化せても時が経つに連れてその「正体」が分かるので、人は寄り付かず、老年期には「全くの孤独」に陥ることになる。
- 「自分が不正を行わない者」も尊敬に値するが、「他者の不正を許さずに当局に知らせる者」は、その人数分多くを救うことになるので、その人数倍尊敬に値する。

- 「当局者の行う処罰に協力を惜しまない者」は、称賛に値する。

- 節制、思慮、その他の「善きもの」を、「自分が身に付ける」だけでなく、「他人にも分かち与える」ことができる者は、最高に尊敬されるべきであり、分かち与えることができなくても「そうしようと欲する」者は、その次に尊敬されるべき。

逆に、物惜しみして「善きもの」を誰かと「分かち合おうとしない者」は、非難されるべき。
- 我々は誰もが、いがみ合うこと無く、「徳」を目指して競い合うべきであり、そのような人は中傷によって他人を陥れることが無いので、国家を強大にする。

逆に、嫉妬深い人間は、「他人を中傷すること」が優位に立つ道だと考えて、「真の徳」を目指す努力を怠り、競争相手を「不当に非難すること」によって挫けさせ、国家全体の徳を貶め、評判も落とさせることになる。
- 人は誰でも、「矯正不可能な不正行為に対して戦い、防戦し、勝利し、懲らしめる」ことができるだけの「(高貴な) 怒り」と、「矯正可能な不正に対しては、誰も自ら進んで不正な者になるわけではないということを思い返して、憐れみを持ち、怒りを抑え和らげられる」だけの「穏和」を持たなくてはならない。

第4章
- 多くの人々にとって、「最大の悪」であり、「全ての過ちの原因」となるものが、「自己愛」である。そうした人は、「自分のもの」を、「真/正/善/美なもの」よりも尊重/偏愛し、判断を誤る。

「偉大な人物」であろうとする者は、自分が為したものであれ、他人が為したものであれ、「正しいこと」を愛すべき。
- そして、こうした「自己愛」から、「ほとんど何も知らないのに、何でも知っている」といった、自分の「無知」を「知」と考える「勘違い/思い込み」が生じるのであり、「自分が為す術を知らないこと」を、他人に委ねずに、自分でやっては過ちに陥ることになる。
- したがって、人は誰でも、「過剰な自己愛」に陥ることを避け、「自分より優れた人」を、常に追い求めるべき。

- より些細だが有用なこととしては、「度外れの笑い/涙」は抑えると共に、他人にもこれを薦めなくてはならない。(幸運に恵まれても、苦境においても、いかなる境遇に遭っても)「過度の喜び/苦しみ」はひたすら隠して、見苦しくならないように努めなくてはならない。

- また神が、常に人間へと贈り給うた「善きもの」によって、我々に襲いかかる「労苦の重荷」を軽くし、「現にある苦労」をより善い方向へと変化させて下さることを、他方、「善きもの」については、それが自分のものとなるように希望しなければならない。
  - 各人は、このような希望を抱き、このようなことを思い描きながら生きるべきであり、遊びの時も仕事の時も怠ること無く、自分にも他人にも、常にこのことを明瞭に思い起こしつつ、生きなければならない。（客人）

第5章-第6章
以上で、「各個人の生の営み」の「神と関係のある部分」については、述べ終えた。続いて、「人間と関係のある部分」について、述べなくてはならない。
- 人間・死すべき生き物は、「快楽/苦痛/欲望」と重大な関わりを持っていて、それらに吊り下げられ、左右されながら生きている。
- もし、人が若い頃から「立派な生活」を「正しく」味わうならば、「楽しみ」が多く、「苦しみ」が少ない人生となるが、その「正しさ」の意味を、これから言論を通して説明する。
  - 人は、「快楽」は望むが、「苦痛」は望まない。「どちらでもない(中間)状態」は、「快楽」の代わりに望むことは無いが、「苦痛」の代わりには望む。
  - また、「大きな快楽を伴う、小さな苦痛」は望むが、「大きな苦痛を伴う、小さな快楽」は望まない。「快楽と苦痛が等しい状態」は、(先の「中間状態」と同じく)「苦痛が大きい状態」よりは望まれるが、「快楽が大きい状態」よりは望まれない。
  - 人生も同じで、「快苦が共に多い/大きい/強い人生」であれ、「快苦が共に少ない/小さい/弱い人生」であれ、「快楽が勝っている人生」を我々は望み、「苦痛が勝っている人生」は望まない。「両方が等しい人生」は、「苦痛が勝っている人生」よりは望まれるが、「快楽が勝っている人生」よりは望まれない。
  - このように、人間は、「欲望」と結びついた「快楽/苦痛」の、相対的な「多さ/大きさ/激しさ」「少なさ/小ささ/弱さ」「等しさ」に影響を受け、縛りつけられながら生活しているのであり、これを前提として、「我々人間は本性上、どのような生活を望んでいるのか」を、考察してみなくてはならない。
    - 「節度ある/思慮ある/勇気ある/健康な生活」と「放縦な/無思慮な/臆病な/病気の生活」を比較すると、前者は「全てが穏和」であり、「快楽も穏和」「苦痛も穏和」で、「欲望もほどほどで熱狂的ではない」ものであり、そして「快楽」が「苦痛」に勝るのに対して、後者は「全てが荒々しい」ものであり、「快楽も激しく」「苦痛も激しい」もので、「欲望も強烈で熱狂的」であり、そして「苦痛」が「快楽」に勝る。
    - したがって、(「身体」においても「魂」においても)「徳と結びついた生活」は、「悪徳と結びついた生活」よりも、(単に「美しさ/正しさ/徳性/名声」といった点で勝っているだけでなく) 実際的な「快適さ」という点でも勝っているのであり、あらゆる点で、「より幸福な生活」を保証する。（客人）

第7章
以上で、法律の「序文」は述べ終えた。続いて、国家の法律の「下図」(としての市民/土地の構成) について述べなくてはならない。
(『政治家』末尾でも述べられたように) 織布などの「縦糸」は強靭さが、「横糸」は柔軟さが求められるが、同じように人材も適材適所が重要であり、「国家の役職につくべき人々」と「教育の試練をわずかしか受けてない人々」は適切に区別されなければならない。
(というのも、「各人を役職に任命すること」と「それぞれの役職に法律を付与すること」が、「国制の役割」だからである。)
まずは全てに先立って、羊/牛/馬などの家畜の群れを引き受ける者がそうするように、群れの「浄め (選り分け)」を、しなくてはならない。「健康で状態の良いもの」と「そうで無いもの」を別の群れに選り分けて、前者だけを飼育する。こうした群れの「浄め (選り分け)」が行われていないと、「不良な身体/魂」を相手に果てしない労苦を重ねることになるし、群れ全体も駄目にしてしまうことになる。
人間国家の「浄め (選り分け)」においては、僭主が立法者の場合は、害悪となる人物を死刑/追放刑によって排除するといった、最も厳しく最善なものとなるが、そうでない場合は、例えば、内乱勢力となり得る「持たざる者達と民衆指導者」の一群を、「植民の名目で、丁重に国外に送り出す」といった、より穏やかなものとなる。
現在自分たちが議論している「(クレテによる) 新しい植民国家」に関しては、「貯水池に流入する数多くの泉/渓流の流路を管理して、水を清浄に保つ」のと同じようなもので、比較的容易である。悪い人々は徹底した吟味/説得によって防ぎ、善い人々は好意/親切を以て迎い入れることになる。
「市民の募集」と、その「浄め (選り分け)」に関しては、これで希望通り行われたものとしよう。（客人）
第8章
次に、「土地の分配 (再配分)」「負債の帳消し」といった (「財産の平等化」の) 問題に関しても、以前述べたドーリア人国家の場合 (第3巻第6章) と同じく、新しく植民国家を作る我々は、その争いから免れている。
古い国家では、この問題を巡る貧富対立の中で、この問題を動かすことも動かさないでいることもできず、神に祈りつつ、長い時間かけて漸進的改革をしていくしかない。こうした改革は、正義感と中庸を堅持して欲望を抑えた賢明な富者によって実行されることになるのであり、国家安全の最大の基礎/土台/支柱は、そうした正義感/中庸である。
「正しい配分」は、「市民の総数 (総人口)」「市民の数的分割」が定められた上で、土地と家が等しく配分されなくてはならない。
「人口」は「侵略に対抗できたり、隣国を軍事援助できる程度」は必要。「土地」は「節度ある人々を養える程度」で良い。
分配地が与えられる市民の数は、5040人が適当。5040は、1から10まで (また後に述べるように12も) の因数が含まれ、それらの数で割り切れるので、各種の分割/徴収/分配の規定に便利な数字である。（客人）
第9章
「由緒ある神域/神殿」は変更してはならず、また各地に「神/ダイモーン/半神」を割り当てるべきであり、土地の分配では、まずそれらに「選り抜きの土地」と「付随する一切」が割り当てられなくてはならない。
その目的は、各地域の神的な行事を通じて、市民が互いに知り合って親しくなる機会を作ることにある。そうすることで、市民は互いに行いを律するようになる。
さて、法律の制定にあたって、次にとる手は、(「将棋/囲碁 (ペッテイア(ペティア), πεττεία, checkers)」の神聖線 (中央線) から駒を動かすような、「定石・常識」から外れた) 普通行われない手なので、聞く人は最初は驚くだろう。
ただし、経験と熟慮を積めば、国家の建設というものは、そうした「最善」のまま実行されるというわけにはいかず、「次善」にならざるを得ないことが分かるだろうし、「現実に最も正しいやり方」は、「最善・第二・第三の国制を述べた上で、建国の各責任者に選択を委ねること」である。（客人）
第10章
その「常識外れの手」とは、古くからの諺である「友のものは皆のもの」(τὰ τῶν φίλων κοινά) に即したものであり、そこにこそ「最善の国家/国制/法律」がある。
すなわち、全市民の妻/子供/全財産や、身体/感情/価値観も一致するほど、国家を1つに仕上げること、そのような工夫/法律があるとしたら、それより正しく善いものは無い。
そのような神々/神々の子たちが治めるがごとき理想国家の国制に次ぐ、次善の国制 (第二の国制) として、我々が今試みている国家の国制があるのであり、それは、
- (5040人の) 各市民に土地と家を分配するが、共同耕作はさせない。
- 分配を受けた者は、それを「国全体の共有物」と見做し、土地の神々/ダイモーンともども母親に対する以上に世話をしなくてはならない。
- それが持続的なものとなるためには、市民数が常に一定 (5040人) でなくてはならない。
  - そのためには、各市民が自分の子供たちの中から、最も気に入った1人だけを相続人として家を継がせ、
  - 他の子供は、女であれば他の家に嫁がせ、男であれば子供に恵まれない家に養子にやるなど、市民間で融通させ、
  - そうした市民間のつながりを持たない者や、子供が多過ぎたり少な過ぎたりする場合は、後に言及する最高の役職 (護法官) にある者が、5040の戸数を守るために、できる限りの工夫をこらさなくてはならない。
    - 例えば、子供が生まれやすい人々には産児制限をし、
    - 子供が生まれにくい人々には多産を奨励し、
    - 増え過ぎてどうしようも無くなったら、植民として他所に送り出し、
    - 災害/戦争などで減り過ぎたら、不本意ながら他所から移民を受け入れる、といった具合に。

といった形で実現される。（客人）
第11章-第12章
更に、
- 分配された土地/家 (不動産) の売買を禁じる。
- 金銀の所有を許さず、貨幣は国内用と国外用を区別しつつ、外国用貨幣の国内持ち込みは禁止する。
- 嫁入りの際の持参金を禁止する。
- 預金/利息を禁止する。

などの措置によって、貧富格差が生じたり、富への欲望に市民/国家が侵されるのを、防止しなくてはならない。（客人）
第13章
繰り返し述べてきたように (第1巻第6章、第3巻13章、第5巻第2章)、人間の「財産」に対する関心は、「魂」「身体」に次いで3番目でなくてはならないし、金儲けや貧富格差によって国内に不和が生じる事態は避けなくてはならない。
上述したように、市民は土地と家を等しく分配されるが、各市民が移住元から持ち込んだ財産は等しくないので、公平な措置を施せるように、第1〜第4の4つの財産階級に分ける必要がある。
また、極端な貧富が生じて国家に内乱/分裂が生じることが無いように、分配地の評価額と同額を財産 (貧困) の下限とし、その2倍、3倍、4倍までの額を、財産 (富裕) の上限として、それ以上の財産は国へと献上させる。このようにして、貧富格差を最大4倍までに抑え込ませなくてはならない。（客人）
第14章
次に、
- 都市 (ポリス) を諸条件が揃ったできるだけ国土の中央に、位置させる。
- 都市 (ポリス) の中心部に、ヘスティア・ゼウス・ アテナのために1つの神域を定めて「アクロポリス」とし、周囲を城壁で円く囲む。
- 都市 (ポリス) と周囲の国土を、各々12の部分に分割する。その際、良い土地は狭く、悪い土地は広くして、価値を平等に揃える。
- 5040の分配地を分け、それを各々2分割して中心地に近いものと辺境地のものを組み合わせる。家も各々2つ持つことになる。
- 市民も12神を割り当てる形で12の部族 (ピューレー) に分け、分配地以外の財産もできるだけ平等になるようにする。

といった措置を施し、入植は完了したものとする。（客人）
第15章
なお、財産や子供の管理/分配など、今述べられたような立法者の計画は、実現困難な「夢物語/蝋(ろう)細工」のようなものと思われるかもしれないが、まずは職人のように首尾一貫したもの (作品) を作らせた上で、実現困難/実現不可能の思われる部分があれば、後で皆でそれを検討し、次善の代替案を見つけて近似的なものとなるよう工夫すれば良い。（客人）
第16章
さて、12の部分や部族 (ピューレー) への分割は、更に、
- 氏族 (プラトリア)
- 区 (デーモス)
- 村 (コーメー)
- 戦闘部隊の区分/隊形
- 貨幣/固体/液体/重さの単位

などに分割され、これら全てが調和して、互いに一致するようにしなくてならない。
立法者たる者は、全ての市民が「数の与える秩序」から外れることの無いように命じるべき。家政、国政、各種の技術、子供の教育、どれにとっても「数の学問」ほど大きな力を持つものは無い。
「数学的諸学問」こそは、生まれつき無気力で愚鈍な人間を目覚めさせ、理解力に富んだ物覚えの良い俊敏な者に仕立て上げ、生まれつきの能力を越えた進歩をさせるのであり、もし立派な法律や慣習が人々の心から卑しさと貪欲を取り除くならば、立派で適切な教育となり、「知恵」となるが、そうでないと「奸智 (悪知恵)」を作り上げてしまう。
エジプト人、フェニキア人、その他多くの民族が、悪しき慣習や財産によって、そうした悪しき性質を作り上げているのを見ることができる。
そして、(風、日当たり、水、食物、神性など) その「土地」の性質も、人間の性質に影響を与えるのであり、立法者はその点にも注意しなくてはならない。（客人）

### 第6巻
第1章
続いて「役職の制定・任命」、及び「その各役職の役割・権限を定めた法律の付与」について述べなければならないが、その前にまずは、(これまで述べてきた「立派な国家・法律」が「不適格な役人」によって台無しにされてしまうことがないように)「適格な人材も選出方法」について述べなくてはならない。
いかなる法律も、初めから容易に受け入れられることは無いのであり、幼少期からその法律の下で養育され、慣れ親しんできた子供が成長して役人に選出される（ことによって定着する）までの期間、それが台無しにされずに持ち堪えられなけばならない。
そこで、クレテの植民計画を委託されているクノソスの人々は、最初の役人たち、特に「護法官」が、最も確かな優れた方法で選出されるように、全精力を傾けなくてはならない。
すなわち、まずは入植者の内、クノソス以外の者の中から指導的地位の者を19名、クノソス人の中からクレイニアス等植民計画者9名を含む18名、計37名を選んで「最初の護法官」とすべきである。（客人）
第2章
その後の「護法官」の選出は、
- 各人が投票札に、「自分の名前」と「投票する候補者の名前」を、父・部族・所属区と共に記して、神域の祭壇に置く。
- 異論がある者は、その札を30日以内に取り出して、市場（アゴラ）に置く（除外する）ことができる。
- そうした投票によって、1回目では上位300名、2回目では上位100名、3回目では上位37名に絞り込む。

といった形で行われるべきである。
ところで、この「初めての現地での護法官の選出（選挙）」に際しては、その「選出（選挙）」自体と、選出された人々の「資格審査」を執り行う組織（選挙管理委員会）が、できるだけ優秀な人々によって構成されなくてはならない。
「どんな仕事でも、初めは半分に等しい」という諺のように、「立派な初め方」は称賛され追求されなくてはならないし、私が見たところ、むしろ「初め」は半分以上に重要である。（客人）
第3章
その「初めての現地での護法官の選出（選挙）」とその後の「選出者の資格審査」を行う「選挙管理委員会」は、入植者の中で最年長かつ最善な人々100名と、入植計画に責任を持つクノソス人の中から同様に100名、計200名によって構成され、事が終われば、クノソス人はクノソスに帰り、後は入植者だけで自立的に国家運営が行われなくてはならない。
こうして選出された37名の「護法官」の主な任務は、
- 1. 法律の番人
- 2. 財産登録の番人 - 入植者の財産申告先。
- 3. 不法利得者に対する裁判の裁判官

の3つである。
また「護法官」は50歳〜70歳の間のみ就任でき、最大任期は20年である。（客人）
第4章
「護法官」には、法律の制定が進むにつれて、上記3つ以外の仕事も付け加えられることになるが、今は引き続き「他の役人」の選出について語る。
次には、「将軍」とその補佐役としての「騎兵隊長」「部族騎兵隊長」「部族歩兵隊長」を選ばなくてはならない。
まず「将軍」は、護法官が候補者を挙げ（別に良い候補者がいればそれも対立候補として加え）、現役の軍人全員の挙手によって上位3名が選ばれる。彼らも護法官と同じく、選出後に「資格審査」を受ける。
次に「部族歩兵隊長」は、将軍が候補者を各12部族から1名ずつ、計12名挙げ、後は先の「将軍」の場合と同じように、対立候補、挙手、資格審査を経て選ばれる。「部族騎兵隊長」も同様である。
（ただし、「将軍」は「軍人全員」の挙手によって選ばれるのに対して、「部族歩兵隊長」「部族騎兵隊長」は、それぞれ「(重装)歩兵全員」「騎兵全員」の挙手によって選ばれる。
また「重装歩兵」「騎兵」以外の、「軽装歩兵」「弓兵」その他の戦闘員の指揮官は、将軍たちが任命する。）
残る「騎兵隊長」は、「将軍」と同じやり方で、上位2名が選出され、全ての騎兵の指揮官となる。（客人）
第5章
360名で構成される「政務審議会」は、4つの財産階級から各々90名を選出する形で構成される必要があるが、その方法は、
- 市民全員の投票によって、初日は第1階級の候補者、2日目は第2階級の候補者、3日目は第3階級の候補者、4日目は第4階級の候補者を選定する。
- 5日目に、全市民の投票によって各階級の候補者の中から各180名ずつ選出し、さらにそれをくじ引きによって半分の90名ずつ計360名に絞り込む。(そして資格審査をする。)

といったものでなくてはならない。
こうした「選挙 (投票) の多数決」による選出は、（「君主の一存」で決まる）君主制と、（「くじ引き」で決まる）民主制の中間に位置するが、このように国制は、常に「君主制と民主制の中間」でなければならない。
なぜなら、主人と奴隷の関係（としての君主制）には「友情」は生まれないし、優れた者とくだらない者が等しい評価を受ける場合（としての民主制）にも「友情」は生まれないから。
「平等」には2種類あり、それは (誰でもできる凡俗な)「性質の差異を考慮しない、くじ引きに基づく分配としての平等」と、(ゼウスが司る)「徳・教養の大小に応じて、栄誉が比例的に配分される平等」である。後者の意味での「平等」は、全ての善きものをそこから生み出すのであり、「平等は友情を生む」と諺に言われている「平等」も、この後者の意味のものである。またこれは「政治的正義」でもあり、国家はこうした「平等」「正義」を目指して建設しなくてはならない。
（ただし、「大衆の不満蓄積によって、国内に内紛が生じるのを避ける」ために、時にはそれらの意味を緩め、(それが正しい方向へ転ぶよう神と幸運に祈りながら)「くじ引きの平等」を用いざるを得ない場合もあるが、できるだけその機会は少なくすべきである。）（客人）
第6章
「海上を航行中の船の見張り当番」と同じように、国家にも様々な事態に常時即応できる、引き継ぎ制の「当番」が必要になる。それは360名の政務審議会を月ごとに12分割した30名が、交代で受け持つことになる。
彼ら「政務審議会の執行部」は、外国との外交や、内政の監視、そして定例・緊急問わず全ての集会の召集・解散を引き受け、また他の役人たちと協力しながら、国全体の守護にあたらなくてはならない。（客人）
第7章
「神殿」の管理には「宮守」と男女の「神官」が、「都市」の管理には「都市保安官」が、「市場」の管理には「市場保安官」が、それぞれ選任されなくてはならない。（※「都市保安官」「市場保安官」の選出方法については、後の第10章で述べられる。）
「神官」は世襲の場合はそのままで良いが、新任の場合は「神的偶然」としての「くじ引き」によって選ばれ、出自・経歴に汚れがないか審査されなくてはならない。任期は1年で、60歳以上であることが求められる。
「神事」に関する全ての法律は、デルポイから持って来て、「神事解釈者」を任命して運用する。
「神事解釈者」は、12部族を4部族ずつにまとめた3組から、それぞれ選挙で選ばれた各3名（計9名）の名をデルポイに送り、神託によって各1名（計3名）に絞る。資格審査や年齢制限は「神官」と同様。ただし任期は異なり、終身とする。欠員が出た場合は、その出身の組で補欠選挙が行われる。
神殿の「財務官」は、最高の財産階級から、最大の神殿には3名、中規模の神殿には2名、最小の神殿には1名が選ばれる。選挙と資格審査の方法は、「将軍」と同様。（客人）
第8章
「都市の防衛」に関しては、既述した将軍、部族歩兵隊長、騎兵隊長、部族騎兵隊長、政務審議会執行部、都市保安官、市場保安官が担う。
「都市以外の国土 (地方) の防衛」に関しては、12分割された国土 (地方) に各12部族をくじ引きで割り当て、各部族に5人の「地方保安官・監視隊長」とその各々の配下の12人の若者 (25-30歳) を選出させ、5組の「監視隊」を組織させて担わせる。彼らの任期は2年であり、1月ごとに右回り (西→東) で隣りの地区へと移動し、1年で全国土を担当させ、2年目は逆の左回り (東→西) で移動させ、できるだけ多くの者が国土の各季節・各地域の状態を学べるようにする。
彼らは任期中に、駄馬や家僕も使いつつ、「堀・溝・砦」を作って敵に備えたり、敵が通りづらく味方が通りやすい「道路」を整備したり、雨水の「治水・灌漑」、湧き水の「水路」やその付近の「体育場・温浴場」の整備などに取り組む。（客人）
第9章
60人 (12人x5) の「監視隊」とその「隊長」5人には、地域の(民事/簡易)裁判権も与えられ、賠償請求被害額がわずかであれば5人の隊長のみで裁き、それよりは多く、3ムナまでの場合は管轄の12人の隊員を加えた17人で裁く。
また逆に、彼ら「地方保安官 (監視隊)」が (不公平な賦役、農業施設略奪、賄賂などの) 不正を行った場合は、国中にその恥を晒させなければならないし、被害額が1ムナまでのものは、「村人・隣人たちの法廷」(第一審) の判決に服従させる必要があるが、一月ごとの転地を悪用して裁判逃れをする者は、「公共の法廷」(第二審) に提訴できるし、勝訴すれば2倍の賠償額を請求できる。
彼ら60人の「地方保安官 (監視隊)」は、任期2年の間、「共同食事」をしなくてはならないし、違反者は市場で名前を掲示し、誰かに鞭で懲らしめを受けても不問とする。
また5人の「隊長」も、同様の監視を60人の隊員から受けるし、また5人の「隊長」が隊員の違反を見聞きしながら告発しない場合は、任務・権限を剥奪されなければならず、そうした監督・処罰は「護法官」によって為される。
また彼ら「地方保安官 (監視隊)」は、公僕として、日々の食事を質素にし、他者の使役を公用のみに限定し、また地域の事情を知るために季節を問わず武装しながら国中を調査して廻るといったことに励まなければならない。（客人）
第10章
「都市保安官」は3人であり、都市の12部分を3分割したものを各々管轄することになり、地方保安官と同じく「道路・建造物・水路」などを管理する。選出方法は、第1の財産階級の中から(挙手投票)選挙の得票順で6人を選び、選挙管理人のくじ引きで半分の3人に絞られ、資格審査を経て任命される。
「市場保安官」は5名であり、「市場」やそこにある「神殿・泉」を管理する。選出方法は、第1-第2の財産階級から、上記「都市保安官」と同じ方法 ((挙手投票)選挙10人→くじ引き5人) で選ばれる。
彼らには不正者に刑罰・罰金を科す権限が与えられ、加害者が奴隷・外国人の場合は鞭打ち・投獄といった刑罰を科し、土地の者なら罰金を科す。
科せる罰金額は、「都市保安官」の場合は、単独なら1ムナ、「市場保安官」と共同なら倍の2ムナまでであり、「市場保安官」の場合は、単独なら100ドラクメ、「都市保安官」と共同なら倍の200ドラクメまで。（客人）
第11章
「音楽・体育の役人」には2種類あり、教育環境・内容や通学・学区の管理を行う、体育場・学校の監督者としての「教育担当者」と、体育・音楽の競技者に対する審判官としての「競技担当者」に分かれる。
「競技担当者」は、「体育」競技ではどれでも同一人物が審判官になれるが、「音楽」競技では、「吟誦詩人・竪琴弾き・笛吹き」といった「独演」と、「合唱隊・歌舞団」のような「音楽を伴う集団的・模倣的演技」とでは、審判官を別々にしなくてはならない。
「競技担当者」の選出は、「音楽」競技の場合、愛好者の集会で（「独奏」では30歳以上、「歌舞団」では40歳以上の）専門家の中から(挙手投票)選挙で各10人選んだ上で、くじ引きで各1人に絞られ、資格審査を経て任命される。任期は1年。
「体育」競技の場合、第1-第3の財産階級が強制出席する集会で、第2・第3の財産階級の中から20人を(挙手投票)選挙で選び、くじ引きで3人に絞り、資格審査を経て任命される。（客人）
第12章
また「教育担当者」は、50歳以上の嫡出子を持つ父親（できれば息子・娘両方を持っていることが望ましい）で、この国家の最重要とも言える役職にふさわしい最善の人1人が、立派に選ばれなくてはならない。
そのために、「政務審議会と執行部」を除く「全ての役人」がアポロン神殿に赴き、無記名投票によって「護法官」の中から1人を選出し、護法官以外の役人たちによる資格審査を経て任命される。任期は5年。（客人）
第13章
「公の役職 (役人)」が任期30日以上を残して死去したら、同じ方法で後任を選出しなくてはならない。
「孤児の後見人」が死去したら、10日以内に (父方・母方問わず) 従兄弟の子 (5親等) までの国内の親戚の中から、後任を選ばねばならず、1日過ぎるごとに1ドラクメの罰金を科される。
「法廷」は、当事者が隣人・友人を裁判官として共同で選んで設置する「隣人 (仲裁) 法廷」(第一審)、くじ引きで選ばれた裁判官が裁く「部族民法廷」(第二審)、最終的な裁定を下す「第三法廷」(第三審) の3種から成る。
「第三法廷」の裁判官は、通常の「個人の個人に対する不正・罪」の訴えの場合は、「毎年夏至の翌月の新年前日に、1つの神殿に全ての役人が集まり、神に誓いを立てて、それぞれの役職から1人選出し、資格審査を経て任命された裁判官たち」によって裁判が行われ、公開投票で評決する。（政務審議会の議員と、裁判官を選出した他の役人は、裁判の傍聴が義務付けられる。）
それに対して、「個人の国家に対する不正・罪」の訴えの場合は、一般大衆が陪審員として裁判に参加する。（客人）
第14章-第15章
以上、「役人 (と裁判官) の選出」に関して述べ終え、法律の「序論的部分」は述べ終えた。

続いて、本格的な「法律の制定」に入る前に、これから我々「立法者」が制定する「法律 (及び国制)」に関して、それが時の経過によって劣化した場合にその部分を修復したり、不備・未熟だった部分を修正・改善して、「より善いもの・完成に近いもの」にしていってもらえるような「後継者」(「護法官」兼「立法者」) を、生み出す「工夫」について述べておかねばならない。
その「工夫」とは、「国民に、(仕事・性格・所有・欲望・考え方・学問など諸環境・諸条件を通して) 可能な限り「魂の徳」を備えた、「善き人」に成ってもらう」という「立法の目的・目標」の共有・継承である。
したがって、国民には、この最優先すべき「唯一の目的・目標 (魂の徳)」のために、全生涯を通じて真剣に努力して、それを追求させなくてはならないし、その目的追求において、障害となる他の事柄は、誰にも何一つ選ばせないようにしなくてはならない。極論を言えば、国家すら、それが人間を悪くするような、悪人が支配する「悪しき国制」へと転じるならば、捨てて亡命させるべきである。
「護法官」(兼「立法者」) は、以上の目的に適うように、(実地の経験を通して) 法律を検討しつつ、目的に適うものは歓迎して受け入れ、目的に適わないものは非難・排除し、法律を修正しながら、またそのような法律に従って生きるようにしなくてはならない。

さて、「法律の制定」の出発点は、5040という神聖な数字の検討から始めよう。
総人口を表す5040は、部族の数12で割ると、(12を逆さにした21の20倍の数でもある) 420となり、そしてこの数もまた (月の数でもある) 12で割ることができる (12x35)。
このように、5040は部族数のみならず、月の数・万有の回転にも対応した神聖なもの、神の賜物であり、そしてこれを下述するように、「婚姻へと繋がる、部族ごと・月ごとの祭祀」として活用することもできる。

すなわち、12分割された部族・(都市/地方の)地域に、それぞれ神や神の子の名を与え、祭壇などを設置し、月2回 (年24回、都市/地方12回ずつ)、祭壇の前で犠牲を捧げる祭祀の集いを催す。
これは各部族内の人々が互いに親しみ合い、知り合い、親交を深めるための機会を提供することも兼ねているが、特に、結婚に向けて、互いの実家のあり方を把握したり、少年少女が一緒に踊りを楽しんだり、節度ある形で互いの裸を見る機会ともなる。
これらは「歌舞団を管理する役人 (競技担当者)」(第11章) が監督し、「護法官」の助けを借りながら、年々の実地の経験を通して規則を整えていく。供犠・歌舞に関しては10年の実験期間が適当。
そうして一旦規則が正式に完成し制定されたら、「歌舞団を管理する役人 (競技担当者)」が独断で変更することは許されず、「全ての役人・民衆・宣託」が一致して変更を認めた際にのみ変更することができるものとする。（客人）
第16章
男性は「25歳〜35歳」の間に、子供を持つにふさわしい相手を見つけて結婚すべきである。（※第4巻11章で例として提示された結婚年齢規定「30歳〜35歳」から、変更されている。）
この結婚に関する法律の「序文」(第4巻10-12章) として、適当な似合いの結婚相手見つける際の参考となる基準を述べておくと、それは「財産上も、性格(気質)上も、正反対の相手・家を選ぶ」ことであり、そうして (財産上も、性格(気質)上も)「均質・釣り合い」を取ることが、両家にとっても、国家にとっても、為になる。逆に、自分の快適さを優先し、「似たもの同士」で結び付き、(財産上も、性格(気質)上も)「不均衡」が生じると、両家にとっても、国家にとっても、為にならない。（※『政治家』末尾の内容と同様。）
しかし、こうした内容 (「財産・性格(気質)の反対の者との結婚」) を法律の条文として規定することは、滑稽であると同時に、こうした道理を弁えない多くの人々の怒りを買うことになるので、諦めなければならず、代わりに、「言い聞かせ・非難」による説得などの手段を、用いなければならない。（客人）
第17章
こうした結婚の規定に従わず、「独身」のまま35歳を過ぎた者は、毎年「罰金」を払わねばならず、その額は第1財産階級なら100ドラクメ、第2財産階級なら70ドラクメ、第3財産階級なら60ドラクメ、第4財産階級なら30ドラクメとなる。これらの「罰金」は、(結婚・妻の座を司る女神である) ヘーラーの神殿に奉納される。
「罰金」を払わない場合、その額の10倍の債務が負わされ、神殿の財務官 (第7章) がその取り立てを行う。
また、そうした未婚者は、「年下から尊敬・服従されない」という扱いも、受けるものとする。

結婚に際しての「持参金」については、以前も述べたように (第5巻12章)、禁止する。誰も必需品に事欠くことが無い国家の諸制度に加え、この「持参金」禁止の規定によって、貧乏人が結婚できなくなったり、妻が持参金を鼻にかけたり、夫が金のために賤しい隷属に陥るといった事態も、避けることができる。
この規定に反して、財産階級順に2ムナ/1ムナ半/1ムナ/50ドラクメ以上の授受をした者は、同額を国庫に納めなければならず、また実際に授受した金品はへーラーとゼウスの神殿に納めなければならず、その取り立ては神殿の財務官 (第7章) が行う。

「婚約の決定権」は、1.父親、2.祖父、3.同父の兄弟の順に属し、続いて母方の親族、それも居ない場合は、最も近い親族が後見人と共に権利を行使する。
「婚礼前の供犠」や「婚礼の前・最中・後の儀式」については、神事解釈者 (第7章) に一任する。（客人）
第18章
「披露宴」では招待する友人は双方5人まで、親類縁者も同数、また開催費用は財産階級ごとに上限1ムナ、その半分...と順次少なくする。
結婚以降は、作られる子供の心身への悪影響を考え、「酩酊の深酒」を含め、健康を損ねたり、傲慢・不正に関わる行為は、避けるよう注意しなくてはならない。
新婚夫婦の「住居」は、分配地の2つの家 (第5巻14章) の一方を子供を生み育てる場所に定め、親とは離れて暮らさねばならない。（客人）
第19章
家庭の「所有物 (財産)」に関しては、その大部分は考えることも手に入れることも容易だが、「奴隷」のこととなると、あらゆる点で難しい。
ラケダイモン（スパルタ）のヘイロータイ(農奴)、ヘラクレイアの先住民マリアンデュノイを用いた奴隷制、テッタリアのペネスタイ(農奴) などは、論争を生んでいるが、こうした「奴隷の所有」に関して、どのように扱うべきか。
一方では「奴隷は兄弟や息子よりも当てにでき、家財・家族を救ってくれるのであり、できるだけ気立ての優しい善い奴隷を所有すべき」だという意見があり、他方では「奴隷は一切信用できない」という意見がある。この正反対の考えに基づいて、各々が正反対の対応を「奴隷」に対して行っている。
人間は手に負えない動物であり、「主人 (自由民) - 奴隷」という区別も、容易には受け入れてくれないのであり、それを受け入れさせるための対処法は、
- 「思いやりを示し、正しく扱うこと」(暴力を振るわず、不正を行わない)
- 「自由民に対する言動とは、区別をつけること」(呼びかけは命令で、冗談は言わず、戒めるだけでなく正しく懲らしめる)

という2つしかない。（客人）
第20章
ところで、順序はおかしいが、ここでついでに述べ損ねていた「建造物」に関して述べておきたい。
まず「神殿」は、「市場」と「都市全体」の周囲の、安全で清潔な高い場所に建てなければならない。そして、それらに隣接して、「役所」と「裁判所」が、神聖な判決・決定を下す神聖な場所として、建てられなくてはならない。
「城壁」は、「石造りの城壁は強度が弱い」「郊外に溝/堀/砦を造らせている (第8章)」「油断を生む」といった理由から、造らないことが望ましい。それでも必要とあらば、個人の住宅を、道路に面して同じ大きさ・洋式にして建て、擬似的にそれを再現すればよい。
こうした「建造物」は、地域の住人が管理し、「都市保安官」(第10章) が監督する。その他の「建造物」に関しても同様であり、法律に不備があれば、「護法官」が実地に照らして関連した法律を追加する。
こうして「市場」周辺、「体育場・学校」関連といった一連の建物を整えるための話題を終えたら、再び「結婚」に続く話題に戻ることができる。（客人）
第21章-第22章
新婚の男性たちは、結婚前と同じく「共同食事」の生活をすべきであり、できれば女性もまた同様に「共同食事」に参加させるべきである。
というのも、人間は「食・飲・性」という3つの欲望に基づいており、人々を「快楽」から「善」へと向け変え、「恐怖」「習慣」「真なる言論」（及び「文芸」と「体育」）によって正しく指導して、「徳」を生んでいく必要があるが、「共同食事」はそれに資するからである。（客人）
第23章
新婚の夫婦は、国家のために「子作り」に専心しなくてはならない。
そしてそのための「監督者」として、適当な時期に適当な数の婦人を選び、出産の女神エイレイテュイアの神殿に毎日20分間集合させ、子作り期の夫婦に関する情報共有をさせる。
子作りとその監督の期間は10年とし、その期間に子供ができなかったら「協議離婚」させる。条件で揉めた場合は、「護法官」10人を選んでその決定に委ねることができる。
また「監督者」である婦人たちは、若夫婦をたしなめたり脅したりしながら、その過ちや無知を止めさせて「子作り」へと向かわせることになるが、手に負えない場合は、「護法官」に報告して委ねる。「護法官」でも手に負えない場合は、その名前を掲示・公表し、その人物は (報告者を法廷で負かさない限り)「結婚式」や「子供の誕生祝い」に出席する権利を剥奪され、他者の鞭による懲らしめも容認される。
夫婦のどちらかが姦通（不倫）した場合も、子作り期間内なら同様の罰を受ける。子作り期間後であれば、不評を被るに留めさせておけばいい。しかし、大部分の者がそうした節度を守れないほど風紀が乱れている場合は、罰則を定めて実施する必要がある。

生まれた子供は、「父祖の神殿」と「各氏族の白い壁」に、「名前」が記録される。

「結婚年齢」は、女性は「16歳〜20歳」、男性は「30歳〜35歳」。（※第16章では男性は「25歳〜35歳」と述べられていたが、ここでは第4巻11章と同じ「30歳〜35歳」に戻っている。）
「役職につける年齢」は、女性は「40歳から」、男性は「30歳から」。
「軍務につける年齢」は、男性は「20歳〜60歳」、女性は必要な場合は「出産後、50歳まで」とする。（客人）

### 第7巻
第1章-第3章
次に、生まれた子供たちの「養育・教育」について述べなくてはならない。
しかし、それらについての細々とした事柄をいちいち法律として記すことは、不適切かつ困難であり、それらについての「雛形」のようなものを、教授/勧告するといった形に止めなくてはならない。
まず、乳児に対しては、心身の発育を促すように、昼夜揺り動かし、常に船に乗っているような運動状態を作ることが有益である。外から運動を与えることの有用性は、乳児を寝かしつける際に子守り歌と共に揺さぶったり、コリュバンテス (プリュギアにおける女神キュベレの祭司) に似た「神がかり」の病を治療する際に笛に合わせて踊りを促すという療法を行う事実からも、傍証することができる。
これは外から与えられた運動が、「恐れ・怯え・狂気」といった内なる運動に打ち勝った結果である。このように幼い頃から内なる「恐怖・怯え」に打ち勝つようにさせることは、「勇気」の鍛錬ともなる。
また、乳幼児の魂に（「気難しさ・怒りっぽさ」や「偏屈さ」ではなく）「明朗さ」を生じさせる（そして、それをその人間の一生の性格として定着させる）ためには、「苦痛」と「快楽」を避けた「中間」の状態を維持すべきであり、できれば胎児を宿した妊婦の頃からそうした状態が形成・維持されることが望ましい。（客人）
第4章-第5章
こうした細々とした「掟・しきたり・慣習・父祖の法」などと呼ばれてきた「不文律」は、法律 (成文法) の隙間を埋める「国制の紐帯(ちゅうたい)」「国家という建物の支柱の留め金」と表現できるものであり、できる限り見落としてはならないし、両者（「法律 (成文法)」と「不文律」）は、相互補完的な関係にあるのであり、その細々とした「不文律」が「法律 (成文法)」側に流れ込んで明文化され、それ (法律) をかなり長いものにしたとしても驚いてはならない。
さて、上記の「揺り動かし」の養育が3歳未満に行われた後、3歳〜6歳の間は魂の性格形成のために「遊び」をさせなくてはならない。子供たちは村の神社に集められて、遊びを自分たちで発明させて遊ばせる。それを乳母たちが監督し、奴隷について述べた (第6巻19章) のと同じ原則 (「適度な懲らしめ」によって、「屈辱感・怒り」を与えず、「つけ上がり」もさせず) を以て対応・管理する。その集団全体の監督は、結婚の世話役の婦人たち (監督者、第6巻23章) によって各部族から計12名選出された婦人たちが、護法官によって各地に1人ずつ割り当てられ、1年間監督する。
その監督者は、毎日神社を見廻り、悪いことをする者があれば、奴隷・外国人・市民問わず、自分の裁量で、下役の奴隷を使って処罰して良いが、相手が市民で異議を唱えるのであれば、都市保安官の元へ連れて行って裁きを受けさせる。
6歳以降は、子供たちは男女別にされ、異なる養育・教育を受ける。男の子は「馬術・弓・投槍・石投げ」の教師の元へ行くが、女の子は望むのであればその知識だけは得させる。
ちなみに子供は、特に武器 (弓・槍)・防具 (盾)・馬車の扱いや格闘（パンクラティオン・ボクシング・レスリング）など、軍事に関することは、（スキュティア人と同じように）左右両効きでどちらでも同様にできるように養育されることが望ましい。（客人）
第6章
学習は、
- 体育（ギュムナスティケー） --- 「身体」に関する学習。
  - 踊り
    - 闊達さ・自由人らしさの保持を目的とする、ムーサの言葉を踊りによって模倣（表現）する「歌舞・演劇」的踊り。【※第2巻13-14章で述べられている通り、これは「体育」と「音楽」の折衷的な性格を持っている。】
    - 健康・身軽さ・美しさの保持を目的とする、四肢など身体の諸部分に適度な屈伸とリズミカルな動きを取り戻させる「体操」的踊り。

  - 格闘技（レスリング）
- 音楽・学芸（ムーシケー） --- 「魂」に関する学習。

といったように分類できる。
格闘技に関しては、レスリングやボクシングの競技に勝つための工夫などは他では役に立たないが、レスリングの組手などは「力・健康・勝利への執念・優れた身のこなし」等を育むのに役立つ。
「歌舞・演劇」的踊りに関しても、クレテのクレテス、ラケダイモン（スパルタ）のディオスクロイ、アテナイのアテナに捧げられる武者踊りのように、武装して、手本となる神々を模倣するように行われれば、戦争にも、祭礼にも役立つのであり、6歳〜20歳の間、子供たちにそれを行わせなくてはならない。
議論の最初の頃（第2巻13-14章）に、「体育」について詳しく述べなくてはならないと言った（そして、それがそのまま放置されていた）が、今それをほとんど述べ終えた。他方の「音楽」については、先程（第2巻）全部述べた。
しかし、今になってみると、全ての人々に対して、まだ語られていないことで、真っ先に語られるべきことが明らかになった。（客人）
第7章-第8章
それは、
- 「全ての国において、(子供たちの)「遊び」というものは (国制・法律に基づく「社会的営み」の擬似的な性格を有しており)、「法律の制定」にとって、とても重大な影響を持ち、その「制定された法律」が永続性を持つか否かについて、決定的な力を持つ。」
  - 「(子供たちの)「遊び」が規制され、同じ子供たちが、同じ仕方で、同じように「遊び」をし、同じ玩具で喜ぶようにすれば、(その子供たちが大人になった際に)「真剣な事柄」に関する規則も、乱されないで済む。」
  - 「逆に、(子供たちの)「遊び」が動かされ、新しくされ、絶えず様々な変化を受け、子供たちが同じものを好まず、美醜に関する一致した規準を持たず、常に何か新しいものが尊重され、古いものが非難されるようになると、(その子供たちが大人になった際に) 国家にとっての大きな禍となる。」

ということである。
ちょうど身体が、新しい食物・飲物・労苦などの生活習慣に対して、最初は馴染めずに混乱するが、時間をかけて徐々に慣れ親しんでいくのと同様に、国家に制定された法律もまた定着するのには時間が掛かるのであり、法律制定前の時代の記憶が無くなるぐらいの長い期間、その法律が維持され続けることではじめて、それは敬われ、それを動かすことが恐れられるようになるのであり、立法者であればそうした状態を国家に生み出す工夫を、見つけなくてはならない。
そしてその一環として、たとえ子供たちの「遊び」であろうとも、それが変化させられ、以前の子供たちとは嗜好・性格が異なる人間になってしまうことを、警戒・防止しなくてはならない。
また、先に（第2巻2-3章）述べたように、音楽・歌舞といったものは、(優れた/劣った)人間のあり方を「模倣」するものであり、その対象・内容が変更されて子供たちの性格も変わってしまうことを防止するためには、エジプト人のように、全ての歌舞を「神に捧げられたもの」として祭礼を整え、「一年を通じてどの神・半神・神霊のために祭礼を行い、どの犠牲と歌舞を捧げるか」を規定した暦を作る、といった工夫を施さなければならない。（そして、それを変更しようとする者がいたら、男女の神官と護法官が協力してその者を祭礼から追放しなければならず、その者がそれに従わない場合には、誰でも不敬神で告発できるようにしなくてはならない。）
これ以上の重大な事柄については、拙速に答えを出そうとせず、時間を置いて、他の事柄も含めて充分に考察し、法律全体の説明が完結する頃に答えを出すとして、とりあえずここでは、
- (先人たちも同じ思いを持っていたのか、ギリシアでは「竪琴で歌われる祭礼歌」が「ノモス（法律）」と呼ばれている（第3巻15章）のと、符号するように)「我々の国（マグネシア）では、歌が法律（ノモス）になる（法律（ノモス）として規定される）」

ということが、受け入れられたものとしよう。（客人）
第9章-第10章
こうした歌舞の立法化に関しては、まずは、
- ギリシア各地で行われているような、祭壇・生贄の傍らで歌舞団に競演させ、賞品を競わせるようなことはさせない。
- 物忌みにおける哀しい歌舞は、外国から雇った歌舞団にカリア風の音楽で行わせるべき。
- 喪の歌にふさわしい服装は、花冠・金の飾りではなく、正反対の質素なものでなくてはならない。

といったことを挙げることができるが、法律の規定（条文）としては、とりあえず、
- 1. 歌には「縁起の良い言葉」を用いる。
- 2. 犠牲を捧げる神々に対して、その都度「祈り」がなされるべき。
- 3. 詩人たちが誤った内容の歌舞を作らないように、作品は、音楽担当役人（第6巻11章）や教育担当役人（第6巻12章）による「審査・承認」を必要とする。

の3つを挙げることができる。
続いて、
- 「神々」への讃歌・頌歌が、祈りを交えて歌われるべき。
- 「半神・神霊」にも、ふさわしい頌歌を伴った祈りがなされるべき。
- (仕事・遵法などで)「立派に人生を終えた市民」にも、頌歌が捧げられるべき。

といったことや、
- 音楽・踊りは、数多くの古い立派な作品の中から、50歳以上の「審査員」が、詩人・音楽家と協力しつつ、「選択・承認」し、必要ならば内容を「修正」させる。
- 歌は、「男女別」にし、各々にふさわしいリズム・ハーモニー（すなわち、男性用には「闊達さ」「勇敢さ」、女性用には「礼儀正しさ」「慎み深さ」）を、与える。

といったことが定められなくてはならない。
さて、続いてこれらの教授・伝達・実践のあり方について、述べなくてはならない。船大工が船造りの最初に竜骨（トロピデイオン）を据えて船の型の輪郭を示すように、私も同じく、魂のあり方・様式（トロポス）に応じた様々な人生の型を区別しながら、「人生という船」の竜骨を据え、どんな手段・生き方であれば、「生の大海原」を横切って、「人生の船」をよく導いていけるかを考察しているのだから。
「人間の世界の事柄」には、あまり真剣に取り組む価値は無いが、我々はその「人間の世界」にいる以上、適切な仕方でそれを行うことがふさわしい。「真剣になるべき事柄」には真剣で、「真剣になるべきでない事柄」には真剣でなくあるべきであり、「神に関する事柄」は真剣さに値するが、以前述べたように（第1巻13章）、人間は「神の玩具」のようなものであり、そのようにあることが、すなわち「できるだけ見事な遊び」を楽しみながら、その生涯を送ることが最善だと言える。
現在では一般的に、正反対に、「真剣な仕事」は「遊び」のために為されるべきだと考えられており、「真剣な仕事」それ自体が「遊び」になっていない。例えば、「真剣な仕事」とされる、「平和」のための「戦争」の中に、真の意味での「遊び (パイディア)」も、言うに足る「人間形成 (パイデイア)」も含まれていないように。
しかし、この「人間形成 (パイデイア)」こそが、我々人間にとって「最も真剣なこと」なのであり、そのための「遊び (パイディア)」としての「神々への犠牲・歌舞」を行いながら、人間は生涯を過ごすべきであり、そうしていれば神の加護を受け、敵を防ぎ、戦いで勝利を収めることができる。
その「歌舞」の大要は既に語られたが、それをどの神に、いつ捧げたら、自らの本性に合った生涯となるかといった「実践」に関しては、「神々・神霊」が「助言」を与えて下さると信じるしかない。人間の多くは「(神の) 操り人形」であり、ほんのわずかに真実に与るに過ぎないのだから。（客人）
第11章-第12章
「教育施設」としては、
- 都市の中央にある3箇所の「体育場・学校」
- 都市外の周辺にある3箇所の「調馬場・(弓その他の)飛び道具のための施設」

があり、これは以前（第6巻20章）にも触れた。
これらの施設には、報酬で雇われた「外国人教師」が住んでいて、通ってくる子供たちに「戦争」や「音楽」に関する全てに学科を教える。
親の意思・希望は関係なく、「全ての子供」に強制的に通学・教育が義務付けられる。（子供は「両親のもの」であるよりも前に、「国家のもの」であるから。）
また、男女の区別なく、「女性」にも等しく教育・訓練を受けさせる。（軍事に関しても、サウロマタイ（アマゾネスとスキタイの末裔）のように等しく。）
これが実現すれば、男女が心を合わせ全力を傾けて同じ仕事を遂行するので、2倍の力を発揮できる。
こうした「男女同一待遇」にしなければ、女性たちは、
- トラキアやその他の種族のように、農奴隷の如く「畑・牛・羊の世話」に従事させられる。
- アテナイやその周辺地域のように、「家財・機織り・糸紡ぎの管理」に従事させられる。
- ラコニア（スパルタ周辺）のように、少女時代には体育・音楽に携わるが、妻になると「家人の世話・家計管理・子供の養育」に従事させられる。

といった扱いを受けることになり、祖国存亡の危機においてさえ、アマゾネスやサウロマタイの女性たちのように、武器を取って戦うことができない者にしてしまうし、他方で「男性だけを監督して、女性たちは贅沢・浪費に耽らせる」といったことも国家としてあってはならないので、立法者が徹底的であろうとすれば、「男女同一待遇」にするしかない。（客人）
第13章
「共同食事」を中心とした自由民の生活は、
- 生活の必需品を適度に供給され、職人の仕事は他の人々に任せ、田畑は奴隷に耕作させ、土地の収穫の中から初穂を、節度ある生活に充分なだけ供給させる。
- （昼・夜の）共同食事が、男女別に設けられ、男女各々の共同食事管理者は、毎日会食者たちの態度を観察・吟味したり、その解散を取り仕切る。
- 管理者・会食者たちは、（昼・夜が捧げられている）神々に対して灌奠（かんてん、スポンデー）を行ってから家路につく。

といったものになる。
生活・食事が管理されず、自堕落・不摂生で家畜のように太った者たちは、危険をものともしない労苦で痩せ細った他の動物（のような人間たち）
の餌食となる運命なのだから、市民・自由民にはこうした生活・食事の集団的管理が必要になる。
こうした管理を充分厳密に行うためには、本来は（『国家』で述べられているような、「私有財産禁止」「妻子共有」「共同生活」を伴う）「最善国家 (理想国家)」の制度が望ましいが、その条件を緩めて「財産・妻子の私有」を認めるこの「次善国家」(としてのマグネシア) においては、こうした「共同食事」程度で満足する他ない。
そんな市民（自由民）には、「身体・魂における徳（卓越性）の追求」という1つの重大な仕事が課されており、そのためにピュティアやオリュンピアで勝利を目指す競技者より、倍以上に暇の無い忙しい生活（「身体」には「労働・栄養」、「魂」には「知識・習慣」を与えて吸収させる生活）を、送らなくてはならない。
そして、そうした営みが完全・充分な効果を発揮するには、「夜明けから、翌日の夜明けまで」、すなわち一日中決まった時間割りに管理された生活を送らなければならないし、特に睡眠は必要最低限に抑え、国全体を監視する不寝番（寝ずの番）も兼ねて、夜目覚めている間に国事・家事の多くを処理し、召使・奴隷たちよりも早く起きるようにしなくてはならない。（客人）

## 日本語訳
- 『プラトン全集〈13〉 ミノス・法律』 池田美恵、森進一、加来彰俊訳、岩波書店, 1976年、復刊1987年・2006年ほか
  - 『法律』 池田美恵、森進一、加来彰俊訳、岩波文庫（上・下）, 1993年、新版2017年